# Лев Троцкий в 1905 году

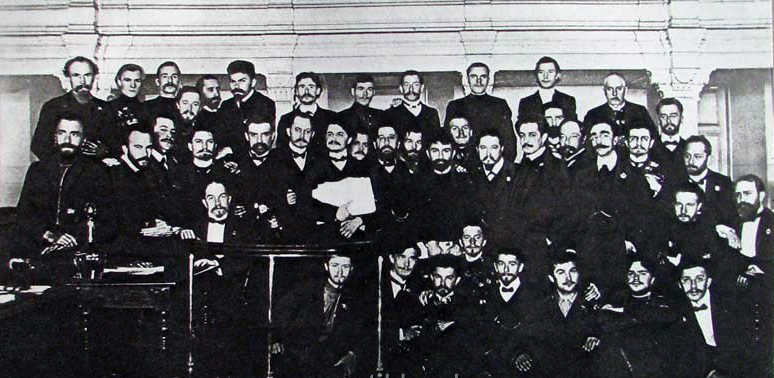
Троцкий среди рабочих депутатов Петербурга (1905)

Лев Троцкий в 1905 году — период в жизни Льва Троцкого, связанный с Революцией 1905—1907 годов в России. В момент начала революционных событий (в день «Кровавого воскресенья») Троцкий находился в эмиграции в Швейцарии, где оказался после побега из своей первой ссылки. Троцкий первым из социалистических эмигрантов прибыл на территорию Российской империи: из Киева в конце февраля или начале марта 1905 года он отправился в Санкт-Петербург, где начал отстаивать свой лозунг о «Временном революционном правительстве», являвшийся частью его теории перманентной революции. После провала столичной социал-демократической организации он был вынужден бежать в Финляндию.
Осенью, ещё до оглашения Октябрьского манифеста, Троцкий вернулся в Санкт-Петербург, где начал принимать активное участие в работе недавно созданного выборного органа — Петербургского совета рабочих депутатов; кроме того, он занимался журналистикой, сотрудничая одновременно в трёх газетах: «Русская газета», «Начало» и «Известия» Совета. После ареста председателя Совета Г. Хрусталева-Носаря, Троцкий вошёл в состав нового «трёхчленного» руководства данного органа и фактически возглавил его. После публикации «Финансового манифеста», отредактированного Троцким, члены Совета были арестованы властями Российской империи и преданы суду. Биографы революционера писали о событиях 1905 года как о «поворотном моменте» в жизни одного из будущих организаторов Октябрьской революции.

## Предыстория

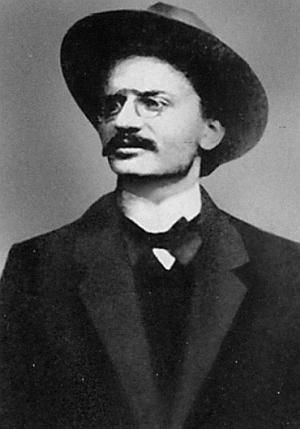
Л. Троцкий в Лондоне (конец 1902)

В 1902 году Лев Троцкий бежал из своей первой ссылки в Иркутскую губернию и оказался в европейской эмиграции. В Европе он занимался как партийной, так и журналистской деятельностью — а также и публицистикой. В частности, в тот период он опубликовал свою первую крупную работу — брошюру «Наши политические задачи», содержавшую острую критику подхода Владимира Ленина к организации социал-демократической партии.

## История

### Возвращение в Россию
На момент начала Первой русской революции Лев Троцкий являлся «нефракционным» социалистом: он уже «отошёл» от меньшевиков, но ещё не присоединился к большевикам (см. Лев Троцкий в 1917 году). При этом он видел восстановление единства РСДРП в качестве одной из своих основных непосредственных задач. В литературе иногда встречается мнение, что Троцкий к тому времени «стал типичным центристом, стоявшим на промежуточных между большевизмом и меньшевизмом позициях».

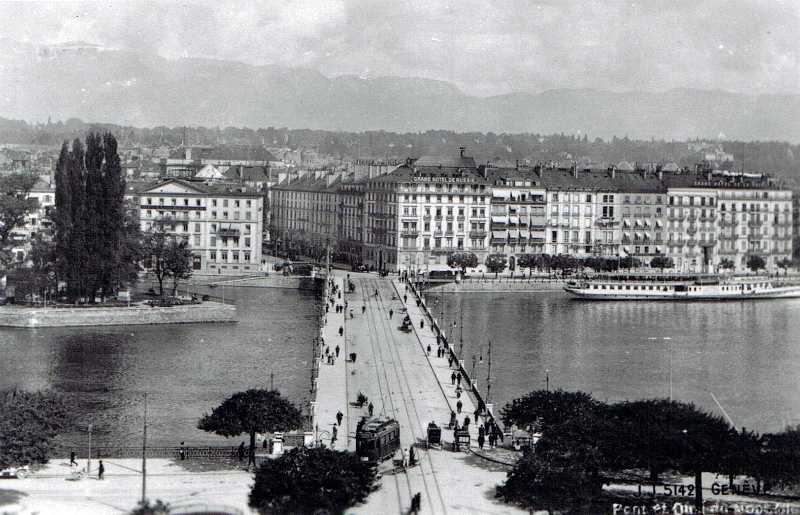
Женева в 1900-е годы

#### Женева и Мюнхен. Брошюра «До 9 января»
Известие о «Кровавом воскресенье» — 9 (22) января 1905 года — застало Троцкого в Женеве, куда он вернулся после поездки с серией докладов перед российскими эмигрантами в городах Швейцарии. Утром 23 января в редакции газеты «Искра» (от Юлия Мартова) Троцкий узнал, что перед Зимним дворцом «пролилась кровь». Жена Троцкого — Наталья Седова — позже вспоминала, что услышав это известие революционер «побледнел, почувствовал себя плохо и почти потерял сознание». Троцкий, «задыхавшийся в затхлом воздухе эмигрантских колоний, где [он] рассорился едва ли не со всеми», воспринял произошедшее событие как начало «долгожданной» революции о которой он говорил и писал все предыдущие годы. Вскоре после начала революционных событий, на собрании в Женеве, Троцкого впервые увидел будущий нарком просвещения Анатолий Луначарский:
Троцкий был тогда необыкновенно элегантен, в отличие от всех нас, и очень красив. Эта его элегантность и особенно какая-то небрежная свысока манера говорить с кем бы то ни было меня очень неприятно поразили. Я с большим недоброжелательством смотрел на этого франта, который, положив ногу на ногу, записывал карандашом конспект того экспромта, который ему пришлось сказать на митинге. Но говорил Троцкий очень хорошо.
Не будучи связанным фракционными ограничениями, Троцкий решил немедленно вернуться в Российскую империю: через русских студентов в Швейцарии ему удалось получить фальшивый паспорт на имя отставного прапорщика Арбузова, с которым он и отправился в «опасное путешествие». По дороге он остановился в Мюнхене в доме Александра Парвуса, который написал «обширное» предисловие к уже готовой брошюре Троцкого, получившей в связи с событиями Кровавого воскресенье новое название — «До 9 января» (см. «Наша революция»). По версии Парвуса, озвученной им в письме Павлу Аксельроду, Троцкий беспокоился, «как бы не пропала его брошюра» — но вскоре она была издана в Женеве меньшевиками.

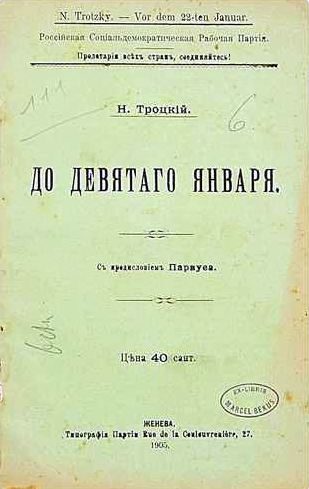
Брошюра «До девятого января» (1905)

В своём предисловии Парвус «полностью одобрял» новую концепцию, сформулированную Троцким в пяти статьях брошюры: «Война и либеральная оппозиция», «Чего требуют земцы?», «Демократия», «Демократия и революция» и «Пролетариат и революция». «Сущностью» выдвинутой концепции была мысль о том, что в русской, тогда ещё только «надвигавшейся», революции «пролетариату» — а не буржуазии и иным либеральным политическим силам, которых автор обозначал как «политических евнухов» — было суждено сыграть руководящую роль. Задачи социал-демократической партии виделись Троцкому в подготовке всеобщей политической забастовки и вооруженного захвата власти рабочими.

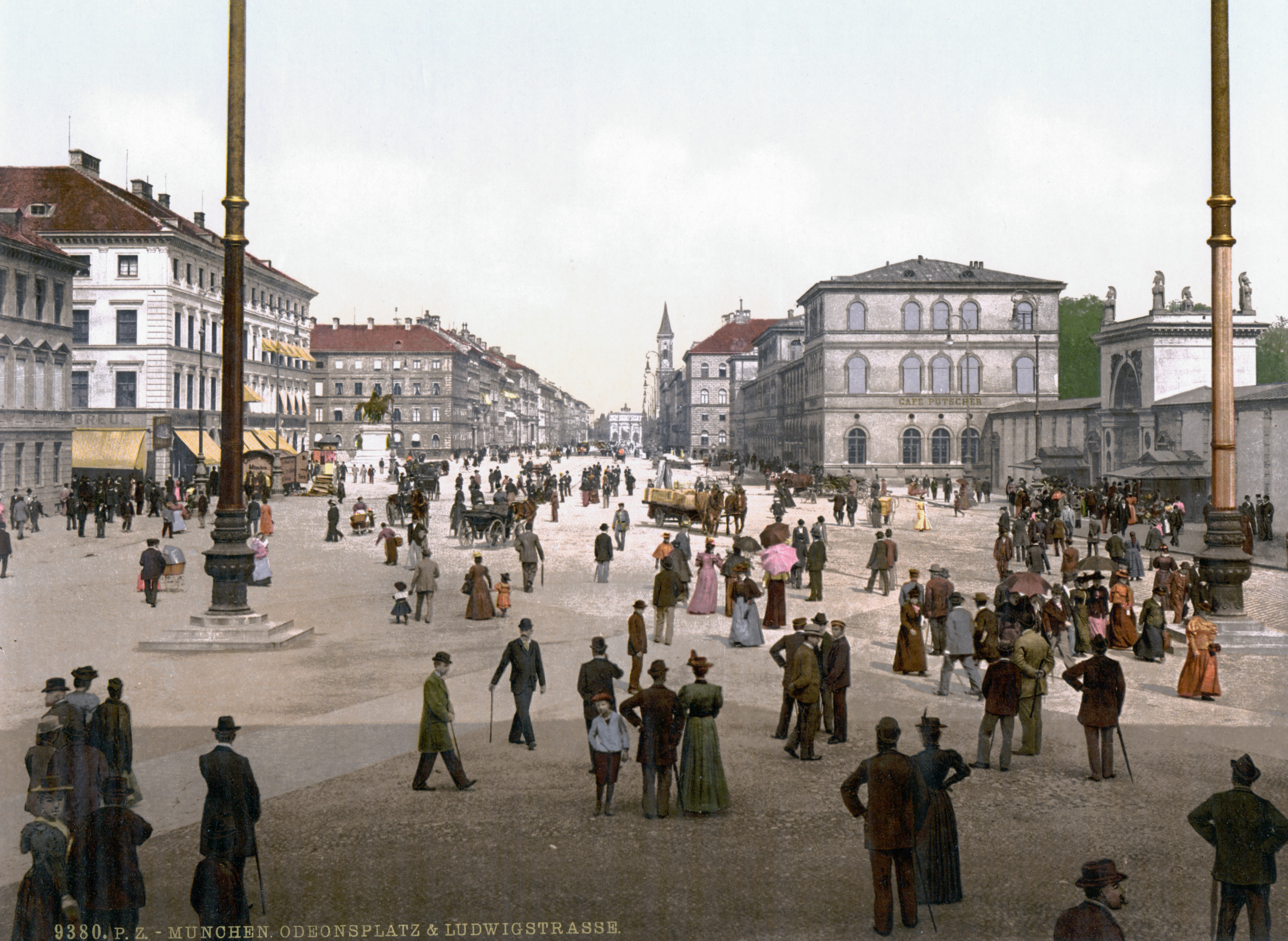
Мюнхен в начале XX века

Само восстание должно было, по версии Троцкого, «принципиально отличаться» от безуспешных рабочих восстаний XIX века: революционер советовал отказаться от тактики сооружения уличных баррикад — «бессмысленных и беспомощных» в условиях наличия у правительственных войск новых видов оружия — и вести «маневренную партизанскую войну». Кроме того он предлагал привлекать к революции крестьян и самих солдат — делая их помощниками, действующими под руководством пролетариата и партии — для чего следовало «развёртывать» агитацию как в деревне, так и в Русской императорской армии. Троцкий также требовал прекращения Русско-японской войны и созыва Учредительного собрания, которое должно было обеспечить переход власти к пролетариату. Ленин оценил брошюру Троцкого как «пустозвонство», обвиняя автора в том, что его «новые» взгляды одобрены Георгием Плехановым, Верой Засулич и другими меньшевиками (поскольку брошюра вышла в издательстве «Искры»).

#### Вена и Киев. «Политические письма»
После остановки в Мюнхене Троцкий, вместе с Седовой, поехал в Вену, где с помощью австрийских социал-демократов завершил подготовку к нелегальному возвращению в Империю. Седова выехала в Киев первой, с целью найти жильё и наладить подпольные связи. Троцкий же, проживая в австро-венгерской столице на квартире у Виктора Адлера, изменил (с помощью парикмахера) свою «внешность, уже достаточно примелькавшуюся русским охранникам за границей»: сбрил усы и бороду.

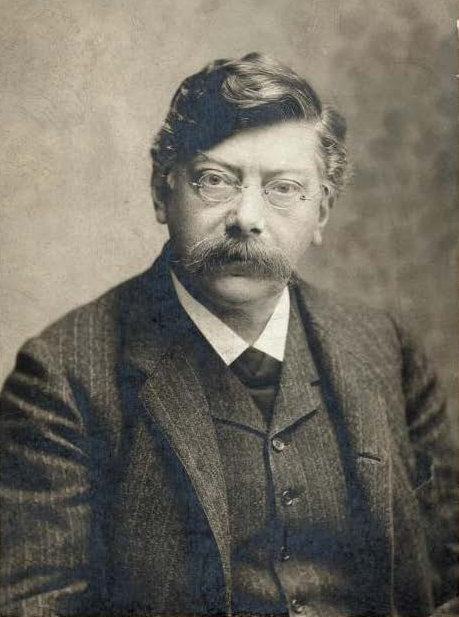
В. Адлер около 1900 года

В феврале 1905 года Троцкий оказался в Киеве, где вступил в контакт с местными меньшевиками, а затем — и с большевиком Леонидом Красиным, который, являясь в те годы вторым (после Ленина) человеком в большевистской фракции, стоял на примиренческих позициях и стремился к объединению большевиков и меньшевиков. В то же время, Красин являлся главой Боевой технической группы при ЦК РСДРП, ответственной за вооруженную борьбу с правительством: будущий нарком внешней торговли руководил, в частности, нелегальной переправкой в Российскую империю оружия, закупленного за границей; он также «мечтал» создать «бомбу величиной с грецкий орех». Существует подозрение, что Красин был причастен к «самоубийству» крупного фабриката Саввы Морозова в мае 1905 года (из-за страхового полиса).
В 1905 году Троцкий стал первым из социалистических эмигрантов, вернувшихся в пределы Российской империи в связи с началом революционных событий: после него, с «большим» временным отрывом (в середине октября), в Санкт-Петербург вернулся Парвус, с которым у Троцкого началось активное сотрудничество. В конце октября в столице появились Мартов, Засулич и Ленин; Аксельрод заболел и от поездки отказался. Плеханов же и «не подумал» о возвращении в Россию. «Личная осторожность», возможно, была ответственна за невозвращение многих известных деятелей революционных партий.

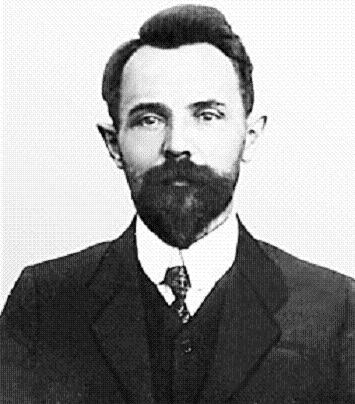
Л. Красин в начале XX века

В Киеве Троцкий неоднократно менял место жительства: квартира молодого адвоката, глазная лечебница (в которой он «притворялся пациентом» и где ему покровительствовал главный врач), дом профессора местного технологического института, «приют» у «либеральной вдовы» — то есть революционер активно пользовался услугами «либералов», о которых «презрительно» отзывался в своей публицистике. По договоренности с Красиным, Троцкий начал составлять тексты прокламаций, обращенных к населению Империи. Из данного цикла в собрание сочинений Троцкого позже вошли только две листовки, сохранившиеся в архиве Киевского губернского жандармского управления и обращенные к российским крестьянам: «Крестьяне, к вам наше слово!» и «Новые царские милости». Обе они были опубликованы за подписью ЦК РСДРП весной 1905 года и напечатаны в большевистской подпольной типографии «Нина», располагавшейся в Баку. По мнению Фельштинского и Чернявского, как сама подпись ЦК РСДРП, так и использование бакинской типографии свидетельствовала об «определенной степени сближения» будущего наркомвоенмора с «умеренной» частью большевиков. Судя по наблюдениям адвоката Михаила Мандельштама, ещё накануне 1905 года большевики и меньшевики «работали совместно» (Мандельштам М. Л. 1905 год в политических процессах. Записки защитника. М.: Изд-во Всесоюзного общества политкаторжан и ссыльнопоселенцев, 1931. С. 172), что возможно было связано с тем, что впервые в истории партии её члены имели возможность открыто, не боясь царской охранки, голосовать и выбирать руководящие органы.
Основным содержанием прокламаций Троцкого был призыв к крестьянству оказать поддержку городским рабочим в их борьбе «с народными врагами»: царским двором, помещиками, правительством и чиновничеством, а также и «либералами» — которые «обманывали» крестьян. В листовках выдвигались требования отказаться от уплаты налогов, вооружиться и даже «предпринимать походы» в соседние города для «прямой поддержки» пролетариата. Одновременно с этим революционер призывал к созыву «всенародного Учредительного собрания». Троцкий формулировал свои призывы самыми простыми словами, «нараспев, в ритме народного славянского сказания, с характерными припевами и повторами» — биограф Троцкого Исаак Дойчер полагал, что «и слова, и ритмический строй как будто предназначались для чтения вслух деревенским полуагитатором-полусказителем»:
Все петербургские войска были подняты на ноги. Это русский царь снаряжался разговаривать со своими поданными. Двести тысяч рабочих тянулись ко дворцу. Они нарядились в свои воскресные платья, - и седовласые старцы, и юноши; жены шли рядом со своими мужьями, отцы и матери вели за руки малых детей. Это народ шёл к своему царю. Слушайте, слушайте, крестьяне! Каждое слово должно врезаться в ваши души неизгладимыми чертами.

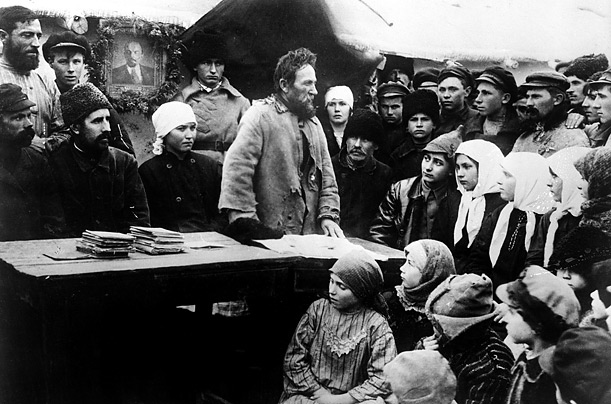
Агитация большевиков на селе (1919)

По имевшимся в начале XXI века сведениям, всего Троцкий в «киевский» период написал пять прокламаций, обращенных к крестьянам, рабочим, солдатам и представителям интеллигенции. Меньшевик Пётр Гарви, прочитав выпущенные от имени ЦК прокламации, отозвался о них, как о «написанных блестяще», рукой «опытного и яркого партийного литератора»; он также обратил внимание на лозунг «Да здравствует Временное революционное правительство!». На конспиративной встрече, состоявшейся в квартире киевской социалистки С. М. Заруцкой, Гарви впервые увидел Троцкого, описав его как высокого мужчину «в огромной шубе до пят и с енотовым воротником до плеч, в руках боярская меховая шапка… точно барин: так дисгармонировало одеяние Троцкого с крохотной комнаткой и с нашими косоворотками!».
На этой встрече Троцкий изложил собравшимся революционерам свою концепцию, из которой собственно и следовал лозунг о Временном революционном правительстве. Гарви позже вспоминал, что:
Внешне Троцкий говорил, как всегда, блестяще. Через 2 — 3 минуты он уже встал со стула и говорил жестикулируя, точно на большом митинге. Это как-то неприятно резануло — все же разговор происходил в тесном кругу партийных товарищей. Ораторские приемы, жестикуляция, отточенные фразы — все это не соответствовало обстановке, отдавало позой, ставшей, кстати, у Троцкого второй натурой. Широкими мазками набрасывал он картину развертывавшейся революции: в одном углу поднималось стомиллионное крестьянство, в другом — армия, в третьем — угнетенные национальности, и казалось, тесна комната для широких обобщений и для не менее широких жестов Троцкого. Он приехал меньшевиком, но меньшевиком собственного покроя, со своими схемами и планами — и это сразу почувствовалось, даже независимо от содержания его речи.

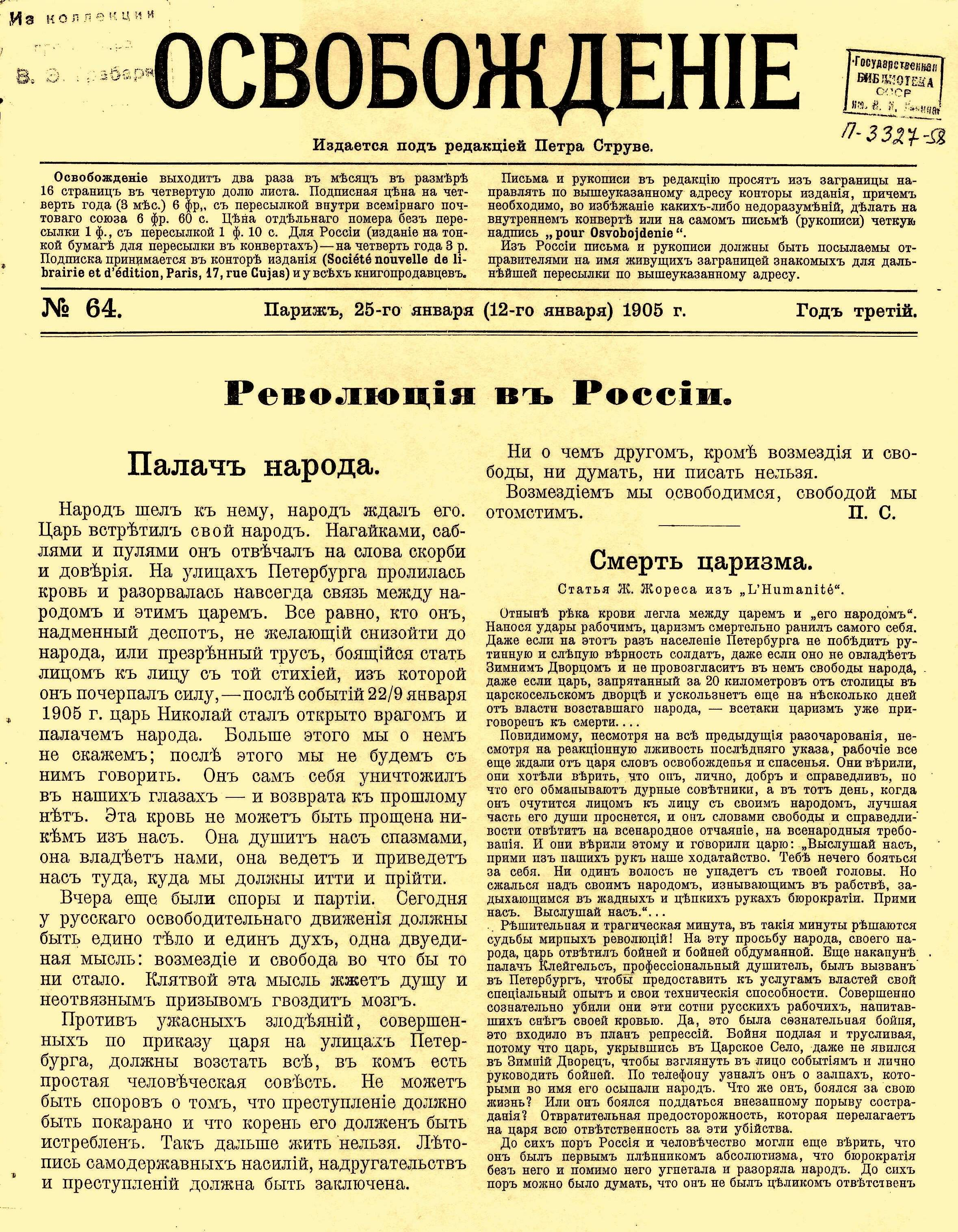
Первый лист журнала «Освобождение» от 25 января 1905 года с сообщением о начале Русской революции

Ораторское мастерство Троцкого, однако, не помогло ему привлечь на свою сторону киевских меньшевиков: все присутствовавшие на конспиративной встрече выступили против мнения докладчика, доказывая Троцкому, что за попытками «углубить революцию» наступит её неизбежное поражение. В Киеве Троцкий также вновь установил связь с газетой «Искра»: её редакция опубликовала «Письмо из России» («Нечто о квалифицированных демократах») и два «Политических письма» революционера — статьи были подписаны новым псевдонимом «Неофит» (новообращенный), который, по мнению Фельштинского и Чернявского, имел «политический подтекст», подчеркивая изменение в политической позиции Троцкого. «Письмо из России» содержало «жёсткие нападки» на «самый вредный тип демократов» — из числа бывших приверженцев марксизма, собравшихся вокруг редакции журнала «Освобождение» — в первую очередь речь шла о Петре Струве, который обвинялся в том, что стремился «донести правду до царя». У «освобожденцем», по мнению Троцкого, отсутствовали «орудия давления» на правительство и «они заботились не о сплочении сил (хотя бы одной интеллигентской демократии!) для давления на земцев, а об развращении (другого слова не подыщешь) политической совести этой интеллигенции безоговорочным следованием за земцами».
В «Политических письмах», особенно во втором, революционер вступил в полемику с самой редакцией «Искры» — Плехановым, Мартовым, Аксельродом и Мартыновым — которые, поместив в газете статью Парвуса «Итоги и перспективы» (см. одноимённую часть книги Троцкого), выразили «осторожное несогласие» с её содержанием. Троцкий в этих текстах высказывал суждение, что очередным — непосредственным и ближайшим — этапом революции должно стать вооруженное восстание:
...выполнение этой черной работы революции, организация восстания, становится в данный момент… высшей политической обязанностью.
Кроме того, Троцкий высказывал и ещё одно «крамольное» положение, противоречившее привычным «догмам» классической социал-демократии — которая проводила чёткий «логический и хронологический» рубеж между эпохами буржуазно-демократической и социалистической революций; Троцкий же писал о скором наступлении «политического господства» российского пролетариата:

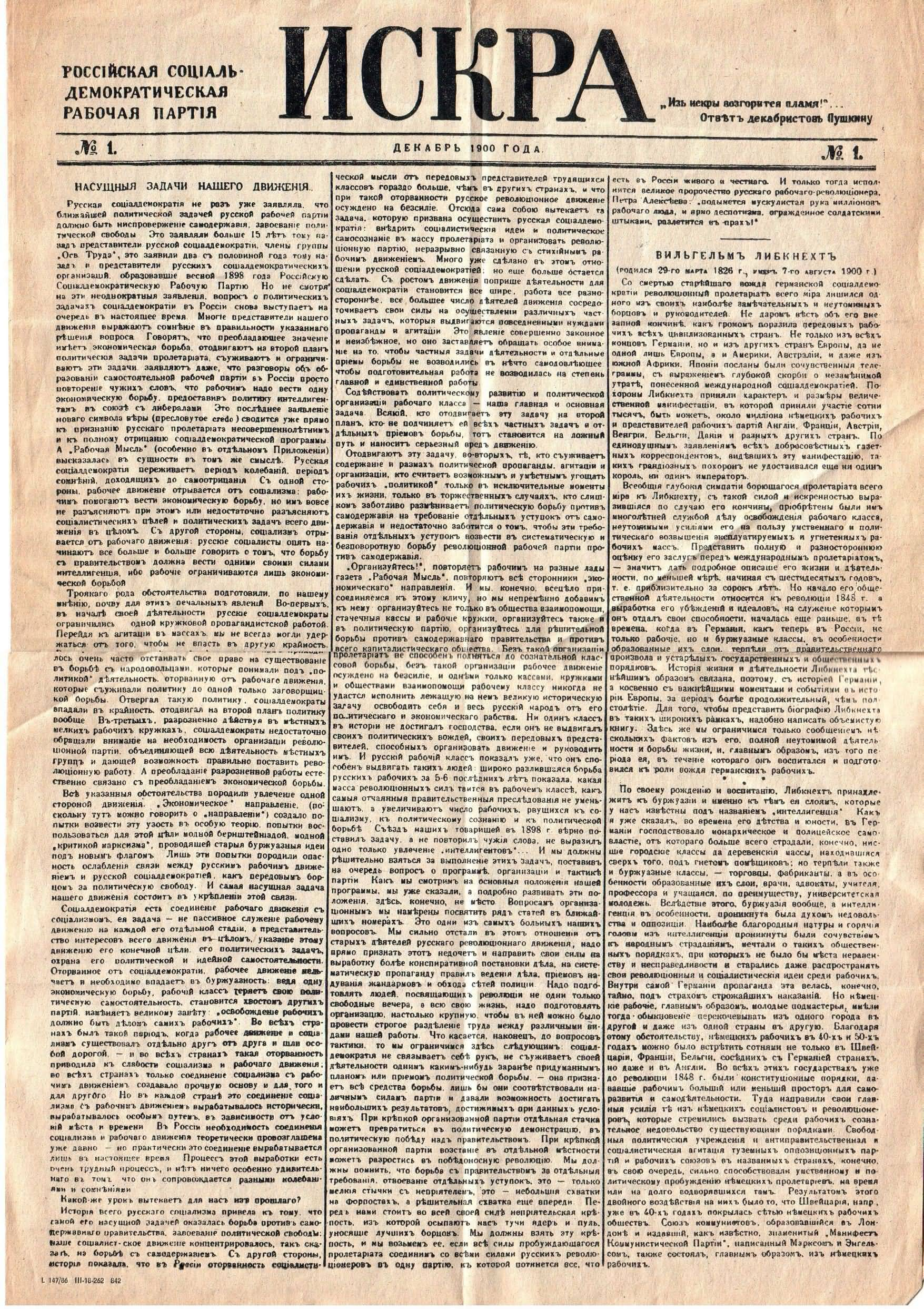
Газета «Искра»

Победу восстания, как и торжество всей революции, может обеспечить только пролетариат. Другие группы городского населения и крестьянство сыграют в революции свою роль, поскольку будут идти за пролетариатом, поддерживать его, облегчать ему работу. Самостоятельной революционной роли, сколько-нибудь равносильной роли пролетариата, не сыграют ни крестьянство, ни мещанство, ни интеллигенция! Это значит не что иное, как то, что революционное развитие влечет пролетариат, а вместе с ним нашу партию к временному политическому господству.

### В Санкт-Петербурге
Со второй половины марта сотрудничество Троцкого в «Искре» прекратилось. К этому моменту он уже получил от Красина новый фальшивый паспорт, на имя помещика Викентьева, и покинул Киев; в конце февраля или начале марта 1905 года революционер вместе с женой перебрался в Санкт-Петербург. Явочный адрес в столице «был неожиданным» — Константиновское артиллерийское училище, квартира старшего врача военного учебного заведения Александра Литкенса на Забалканском проспекте. Сам Литкенс помогал российским социалистам, а его сыновья — Александр и Евграф — принимали непосредственное участие в подпольных организациях революционеров. По воспоминаниям Троцкого, в квартиру врача, на глазах у вахтера, приходили «такие фигуры, каких двор военного училища и его лестницы не видали никогда. Но низший служебный персонал относился к старшему врачу с симпатией, доносов не было, и всё сходило с рук благополучно».
В столице Российской империи Троцкий установил связь с местными социал-демократами: в основном это были меньшевики, но в круг контактов революционера входили и умеренные большевики, стремившиеся к восстановлению партийного единства. Троцкого в тот период знали под конспиративным именем «Пётр Петрович», а ряд статей он опубликовал под именем «Яновский». В начале марта в Санкт-Петербурге начала работу Агитационная комиссия при ЦК РСДРП, образованная ещё в конце 1904 года: в её состав входили как меньшевики, так и большевики-примиренцы (включая Красина, который также переехал в столицу). На одном из заседаний комиссии Троцкий выступил с докладом, в котором отстаивал свой лозунг о Временном революционном правительстве; по воспоминаниям Гарви, меньшевики «развернутым строем» выступили против идеи Троцкого.

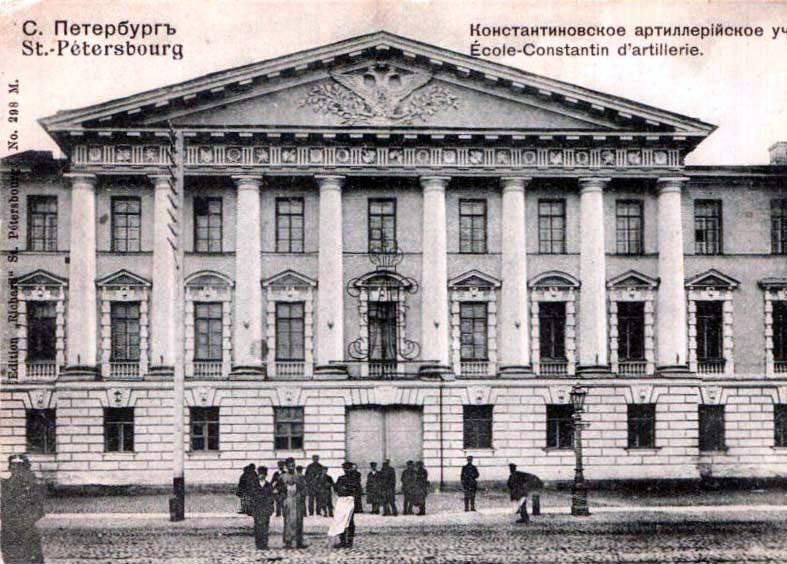
Константиновское артиллерийское училище в начале XX века

Первоначально контакты со столичными меньшевиками складывались «нормально» — но постепенно отношение к Троцкому начало изменяться «к худшему»: Фельштинский и Чернявский полагали, что это было вызвано, как основными политическими установками Троцкого, которые существенно расходились со взглядами меньшевистской фракции, так и с личными особенностями будущего советского оппозиционера, которого стали подозревать в стремлении создать собственную «третью партию». Один из лидеров меньшевиком Фёдор Дан спустя десятилетия утверждал, что с Троцким имелась «общая почва», которая создавала «для меньшевизма возможность сотрудничества» с ним в 1905 году. Фельштинский и Чернявский считали данный вывод не вполне корректным, поскольку Троцкий сотрудничал с питерской организацией меньшевиков, а не с их центром, продолжавшим находиться в тот момент в эмиграции.
В то же время, отношения Троцкого с частью большевиков начали постепенно улучшаться: Троцкий даже составил тезисы о Временном революционном правительстве, которые передал Красину, направлявшемуся на «сепаратный» III партийный съезд большевиков в Лондоне, проходивший с 12 по 27 апреля (25 апреля — 10 мая) 1905 года. Во время съезда Ленин также предложил проект резолюции о создании Временного революционного правительстве, но Красин — решив, что тезисы Троцкого «лучше выражают существо вопроса» — внёс на их основе поправки и дополнения к проекту Ленина. Поправки, в частности, отвергали положение Ленина, что само Временное правительство должно возникнуть уже после восстания. Ленин согласился со всеми поправками Красина—Троцкого, не зная об их авторе, и даже заявил, что некоторые из предложенных формулировок лучше, чем его. Исправленная резолюция о временном революционном правительстве была утверждена съездом:
...осуществление демократической республики в России возможно лишь в результате победоносного народного восстания, органом которого явится Временное революционное правительство, единственно способное обеспечить полную свободу предвыборной агитации и создать, на основе всеобщего, равного и прямого избирательного права с тайной подачей голосов, Учредительное собрание, действительно выражающее волю народа.

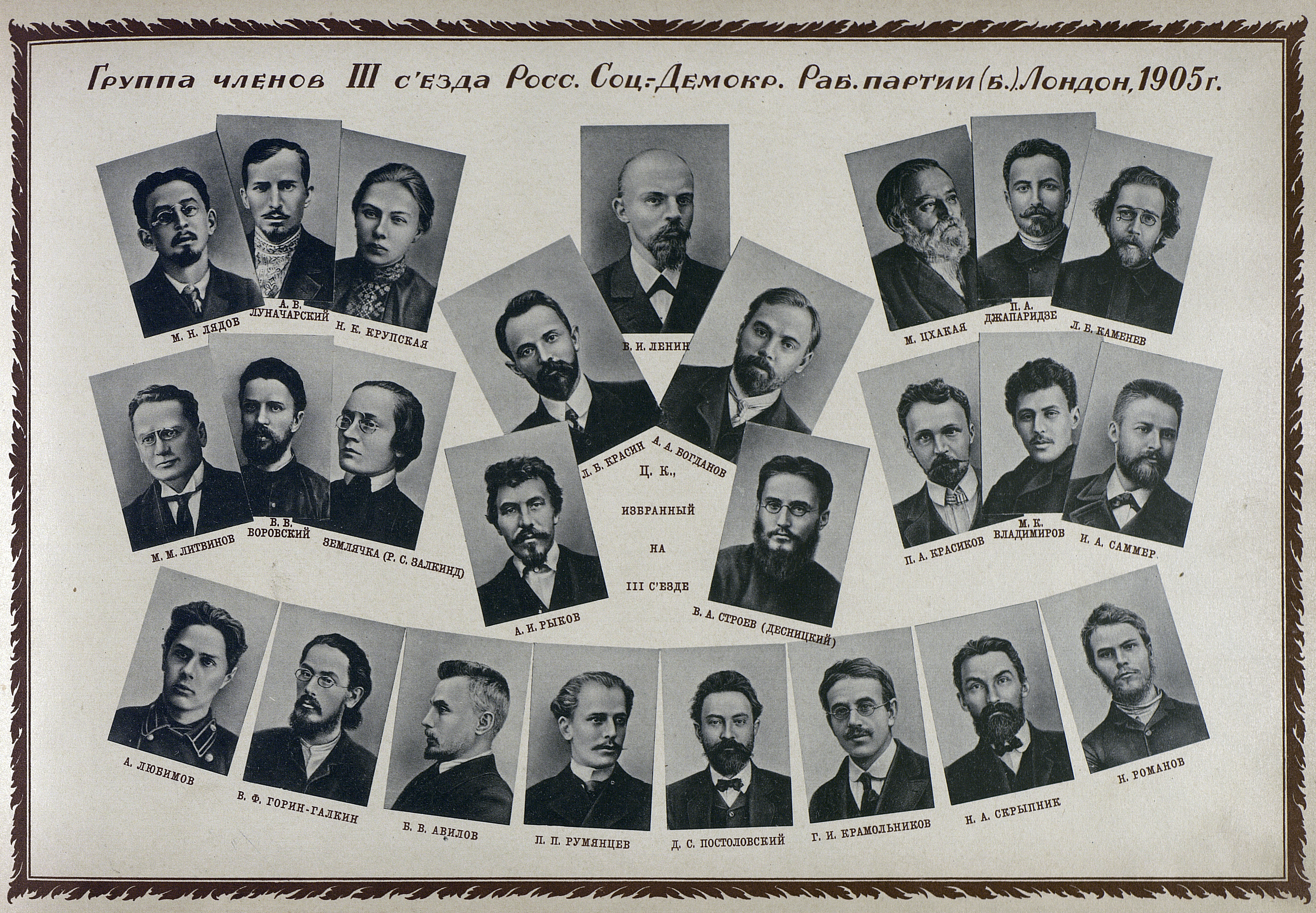
Участники III-го партийного съезда (1905)

С «едва скрываемой иронией» и «совершенно нескрываемым самодовольством» Троцкий в конце 1920-х годов писал:
Нелишне будет отметить, что в полемике последних лет резолюция III-го съезда о Временном правительстве сотни раз противопоставлялась „троцкизму“. „Красные профессора“ сталинской формации понятия не имеют о том, что в качестве образца ленинизма они цитируют против меня мною же написанные строки.
После III съезда Ленин в письме Петру Красикову сообщал, что не видит никакой крамолы в печатании «листков» Троцкого: «Ничего худого тут нет, если листки сносные и выправленные». Кроме того, в письме своему стороннику Григорию Алексинскому, Ленин рекомендовал последнему «действовать вместе с Кнунянцем и Троцким».

### В Финляндии
Вскоре, из-за провала нелегальной петербургской социал-демократической организации, Троцкий был вынужден бежать из столицы в Финляндию. Организатором провала являлся осведомитель царской охранки по кличке «Николай Золотые Очки» (Доброскок). Во время первомайского собрания в лесу под столицей была арестована Наталья Седова: после «сравнительно недолгого» ареста и установления как её личности, так и личности её супруга, Седова была выслана в Тверь. Поскольку Доброскок лично встречался с Троцким и, возможно, мог его узнать, революционер решил покинуть Санкт-Петербург и на некоторое время переселиться в Великое княжество Финляндское, которое хотя и входило в состав Российской империи, но сохраняло определённую автономию, что позволяло ему быть убежищем для революционеров — местные чиновники «упорно» отказывались выдавать их центральным властям.

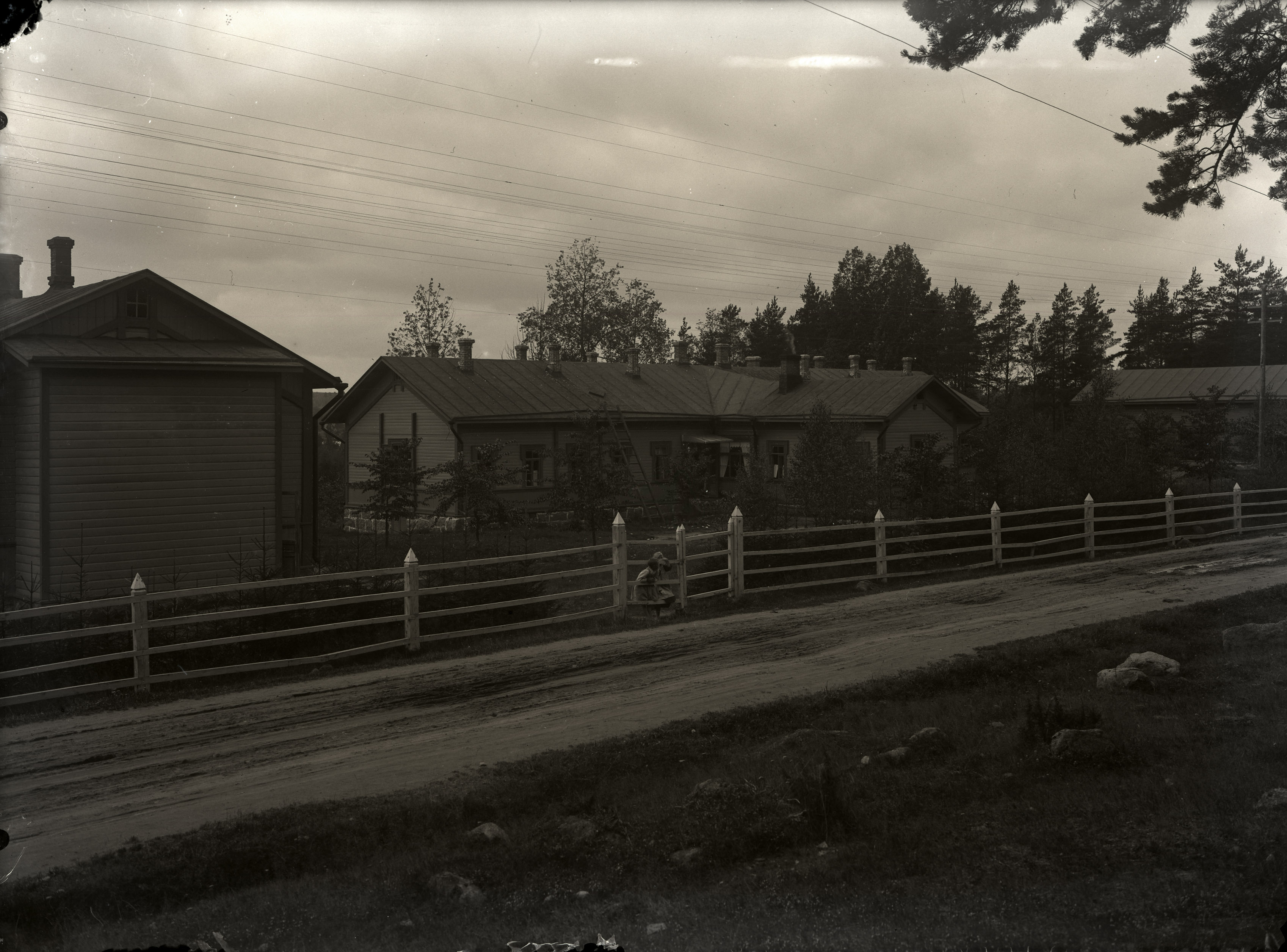
Финляндия в 1900-е годы

Троцкий в Финляндии остановился на постоялом дворе «Рауха» («Покой»), расположенном в лесу, возле «глухого» озера — место, ставшее его «укрытием». Здесь, подготавливая к печати перевод одной из речей Фердинанда Лассаля — германского социалиста XIX века — и свое предисловие к ней, Троцкий «обдумывал и совершенствовал» свою революционную концепцию непосредственного завоевания власти рабочим классом и дальнейшего перехода к социализму:
Там для меня наступила передышка, состоявшая из напряженной литературной работы и коротких прогулок. Я пожирал газеты, следил за формированием партий, делал вырезки, группировал факты. В этот период сложилось окончательное мое представление о внутренних силах русского общества и о перспективах русской революции.
Фельштинский и Чернявский полагали, что Троцкий в последующие годы «несколько преувеличивал» зрелость своих представлений о революционном процессе времён своего «финляндского сидения»: принципиально новыми чертами и аргументами (отличными от идей Парвуса) его взгляды обогатились позже — как во время работы в Петербургском Совете, так и в последующий период пребывания в тюрьме.

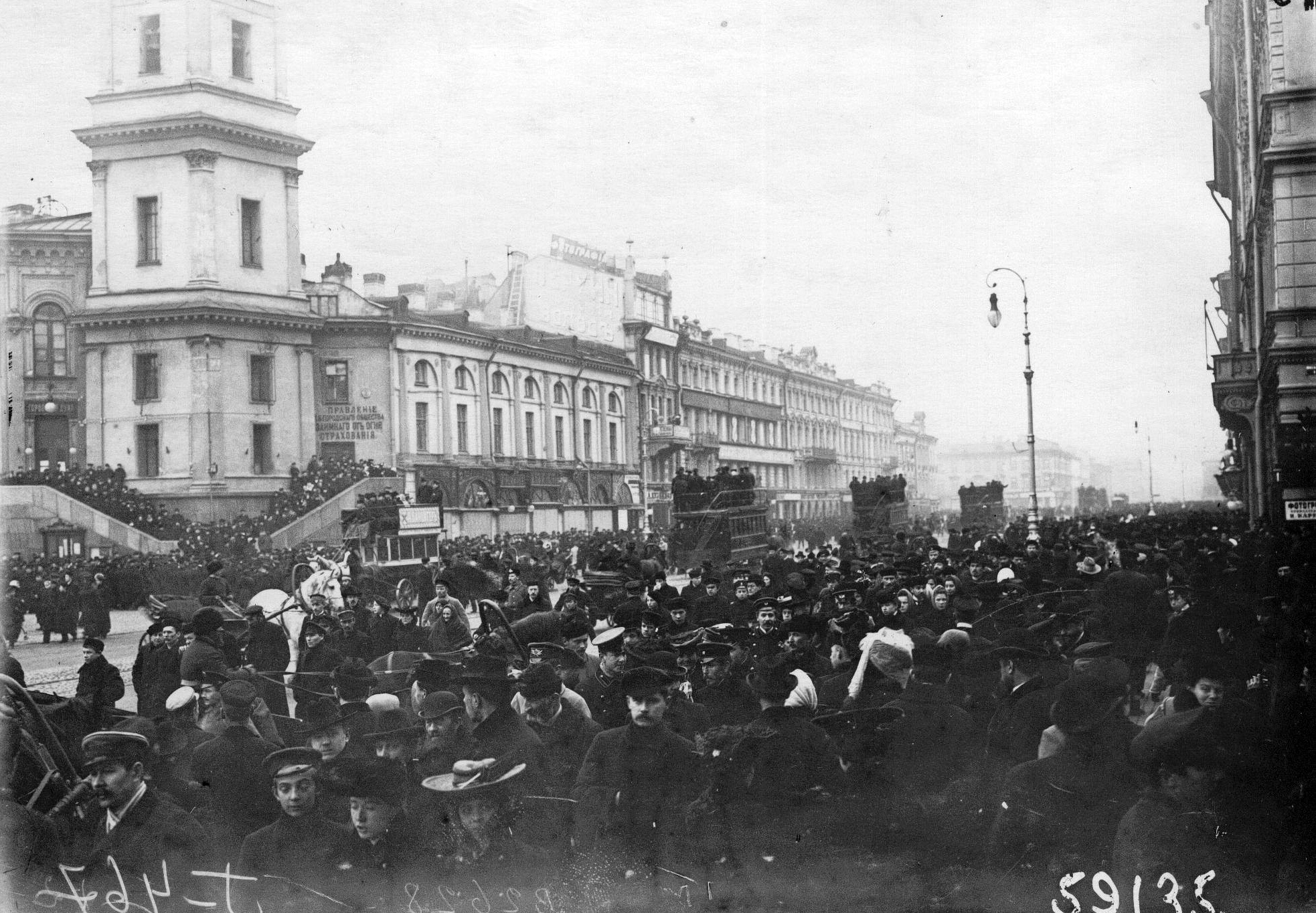
Манифестанты на Невском проспекте (1905)

### Член Петербургского Совета
В это время в Империи происходило изменение политической ситуации: одна за другой «накатывались» волны забастовочного движения, происходили волнения в армейских частях по всей стране, поднималось национально-освободительное движение (особенно, в царстве Польском). Продолжавшиеся волнения и разразившаяся в октябре 1905 года крупная забастовка вынудили правительство и императора Николая II официально выступить с обширной программой преобразований, важнейшим элементом которой был созыв законосовещательной («булыгинской») Государственной думы. А 17 октября 1905 года самодержец подписал Манифест «Об усовершенствовании государственного порядка», который провозглашал «незыблемые основы гражданской свободы на началах действительной неприкосновенности личности, свободы совести, слова, собраний и союзов»; кроме того, был обещан и созыв законодательной Думы. После этого была объявлена политическая амнистия. Но Манифест 17 октября послужил только «катализатором» революции. Ещё до оглашения царского указа Троцкий вернулся в Санкт-Петербург — Фельштинский и Чернявский считали, что «бурные события» влекли его, поскольку «страстное» ораторское искусство, умение опровергать утверждения оппонентов, находчивость в полемике, умение составлять доступные массе лозунги, самоуверенность и «директивность» манер являлись как раз тем, что было востребовано в недели «революционного накала». Троцкий «оказался в нужном месте в правильное время», «когда люди типа Троцкого с его неуемной энергией, взрывным темпераментом, блестящими ораторскими способностями, решительностью и способностью к молниеносному анализу политической ситуации были поистине незаменимы».

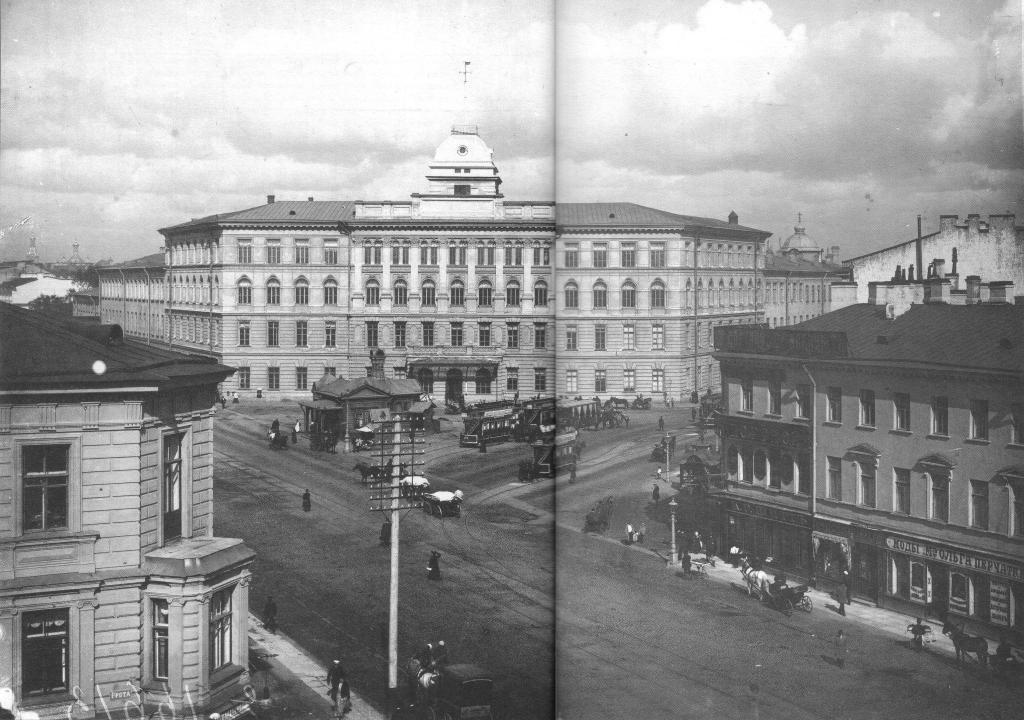
Здание Технологического института (1903)

Историкам не было вполне понятно, каким образом Троцкий добрался до Санкт-Петербурга всего за один день, с учётом продолжавшейся забастовки железнодорожных работников. В момент прибытия революционера в город предприятия столицы не работали, а улицы города были погружены во тьму. В то же время, в городе проходили многочисленные митинги и заседания — в частности, в аудитории столичного университета и Технологического института. Троцкий выступил перед аудиторией Технологического института уже вечером своего первого дня после возвращения из Финляндии: он составил оригинальный, как он сам считал, план создания выборного беспартийного рабочего органа, который состоял бы из представителей предприятий (по одному делегату на тысячу рабочих). Но революционер Николай Иорданский сообщил ему, что похожий лозунг выборного органа (по одному делегату от 500 рабочих) уже выдвинут меньшевиками — он получил название «Совет рабочих депутатов».

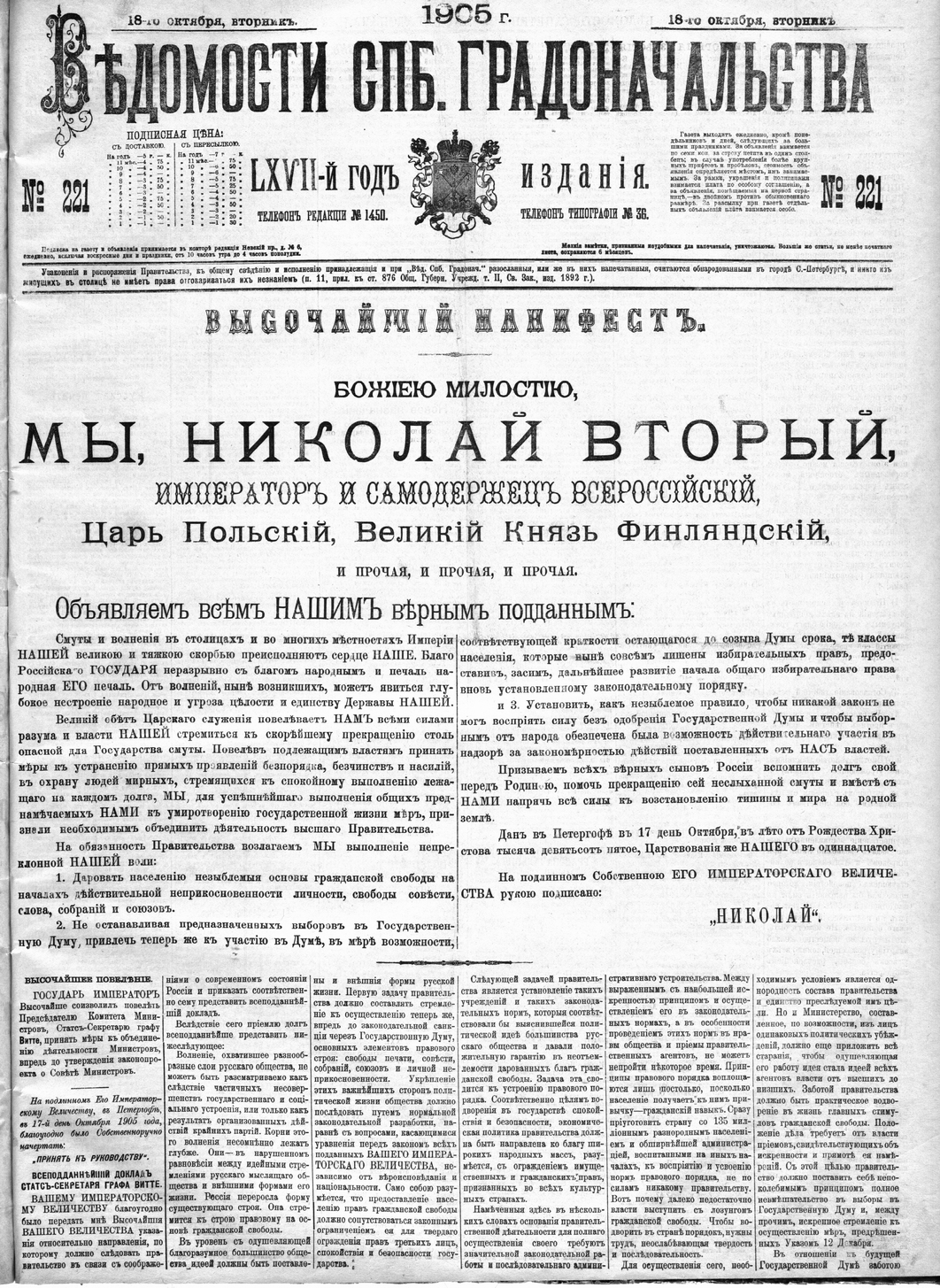
Манифест «Об усовершенствовании государственного порядка» (1905)

13 октября в одной из аудиторий Технологического института состоялось первое заседание Петербургского Совета: на нём присутствовало около 40 человек. В следующие дни число «депутатов» росло и достигло 562 человек (включая 6 женщин), две трети из которых составляли большевики и меньшевики — Совет представлял 147 столичных заводов (преимущественно, металлургических), 34 мастерские и 16 профсоюзов. В Совете были представлены и некоторые общественные организации: включая, железнодорожный профсоюз, почтово-телеграфный профсоюз и крестьянский союз. Всего в выборах в свой первый представительный орган приняли участие около 200 тысяч рабочих — почти половина от их общей численности в столице. Практически одновременно с Петербургским Советом аналогичные выборные органы стали создаваться и в других городах Российской империи — в их рамках происходило вполне успешное сотрудничество между представителями враждующих фракций РСДРП. В феврале 1907 года Ленин признавал, что сближение между большевиками и меньшевиками стало фактом:
Развитие революции принесло полную победу большевизму, от которого в октябрьско-ноябрьские дни меньшевики отличались только увлечениями Троцкого.
Троцкий начал принимать активное участие в работе Совета, где он выступал под фамилией Яновский, с момента создания органа: революционер «буквально ежедневно» произносил речи, часто — несколько раз в день. Его выступления касались как организационных вопросов, связанных с работой самого Совета, так и тактики массовых акций. Когда Седова, после Октябрьского манифеста и политической амнистии, возвратилась из Твери, супруги сняли комнату у «биржевого спекулянта»: поскольку доходы «спекулянта» в условиях революционных потрясений резко сократились, он являлся ярым противником революции; взяв в руки очередной номер газеты и наткнувшись на статью «некоего Яновского» под заголовком «Доброго утра, петербургский дворник» («шедевр революционной журналистики»), хозяин квартиры выхватил из кармана револьвер со словами: «Если бы попался мне этот каторжник, я бы его вот из этого застрелил!» Но вплоть до ареста революционера, после которого на квартире «даже не сделали обыска», Троцкие продолжали жить у спекулянта под фамилией Викентьевы.

#### «Русская газета» и «Начало»
Троцкий в октябре—декабре 1905 года работал сразу по трём основным направлениям. Во-первых, он занимался журналистикой, сотрудничая одновременно в трёх газетах. Вместе с Парвусом, он приобрёл маленькую «Русскую газету» и за несколько недель превратили малотиражное издание в популярный печатный орган: тираж газеты поднялся сначала с 30 до 100 тысяч экземпляров, а через месяц — до полумиллиона (биографу Троцкого Яну Тэтчеру последняя цифра казалась сомнительной). «Недружелюбно относившийся» к Троцкому Гарви признавал позже, что Троцкий и Парвус смогли превратить издание «в бойкую популярную рабочую газету». 13 ноября увидела свет организованная Троцким, совместно с группой меньшевиков, большая общеполитическая газета «Начало», в которой, кроме Троцкого и Парвуса, сотрудничали Мартов, Потресов, Дан и Мартынов; поскольку в редакции преобладали меньшевики, Троцкий и Парвус потребовали, чтобы их статьи публиковались с подписью, что и было сделано. Формально, ответственным редактором «Начала» (имевшего в качестве прототипа газету Карла Маркса «Neue Rheinische Zeitung») являлся «демократически настроенный» врач и социолог Давид Герценштейн, который, «не задумываясь, дал свое имя непримиримо революционному изданию» — за что беспартийный врач был арестован и осужден (в тюрьме он провёл год); на суде Герценштейн давал показания «со слезами на глазах», сообщая, что «редактируя самую популярную газету, [революционеры] питались между делом сухими пирожками, которые сторож приносил завернутыми в бумагу из ближайшей булочной».
В газете «Начало» Троцкий вёл дискуссию с рядом меньшевистских деятелей. Мартов, полагая, что ему будет очень трудно «ужиться» с Троцким в одном издании, в конце октября писал Аксельроду, что «в интересах революции» сделает «все возможное, чтобы ужиться». У Плеханова же участие будущего наркома в меньшевистской газете вызвало «негодование»: в феврале 1907 года он апеллировал — и тоже к Аксельроду:
...Каким это образом меня вынуждают платить за „Начало“, которое было мне так ненавистно.

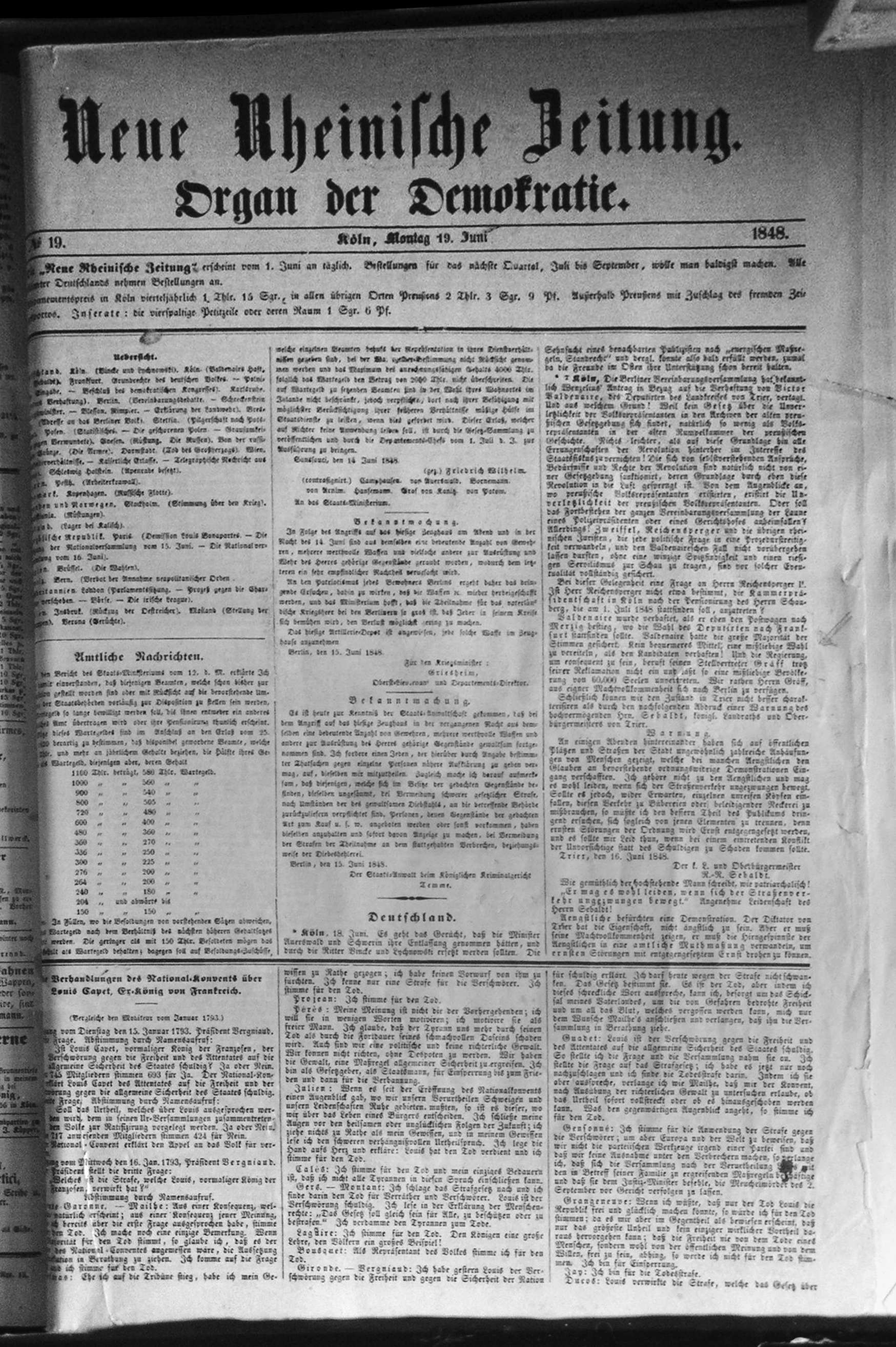
«Neue Rheinische Zeitung» Маркса (1848)

Первоначально Троцкий, в отличие от меньшевиков, занял позицию бойкота выборов в Государственную думу. Вскоре, однако, Мартов констатировал, что «Петр Петрович» (Троцкий) от тактики бойкота отказался. Само «Начало» выходило недолго: 2 декабря 1905 года, после появления шестнадцатого номера, газета была закрыта правительством; сам Троцкий, объяснял это «гигантским успехом» издания, на фоне которого большевистская «Новая жизнь», выходившая в тот период восьмидесятитысячным тиражом и позитивно откликнувшаяся на появление нового революционного издания со статьями Троцкого, выглядела «серовато» — в тот период Ленин в неё не писал. Лев Каменев также свидетельствовал, что столичные покупатели, действительно, прежде всего требовали «Начало»:
Я с досадой сказал себе: да, они в „Начале“ пишут лучше, чем мы.
Ленин позже отмечал, что «Новая жизнь» и «Начало» несколько по-разному «видели» Петербургский Совет: если газета Троцкого считала Совет органом рабочего самоуправления, то большевистский печатный орган видел в нём «эмбрион» революционного органа государственной власти. В списке авторов «Начала» значился и ряд европейских социалистов: Виктор Адлер, Август Бебель, Карл Каутский, Роза Люксембург, Франц Меринг, Клара Цеткин.

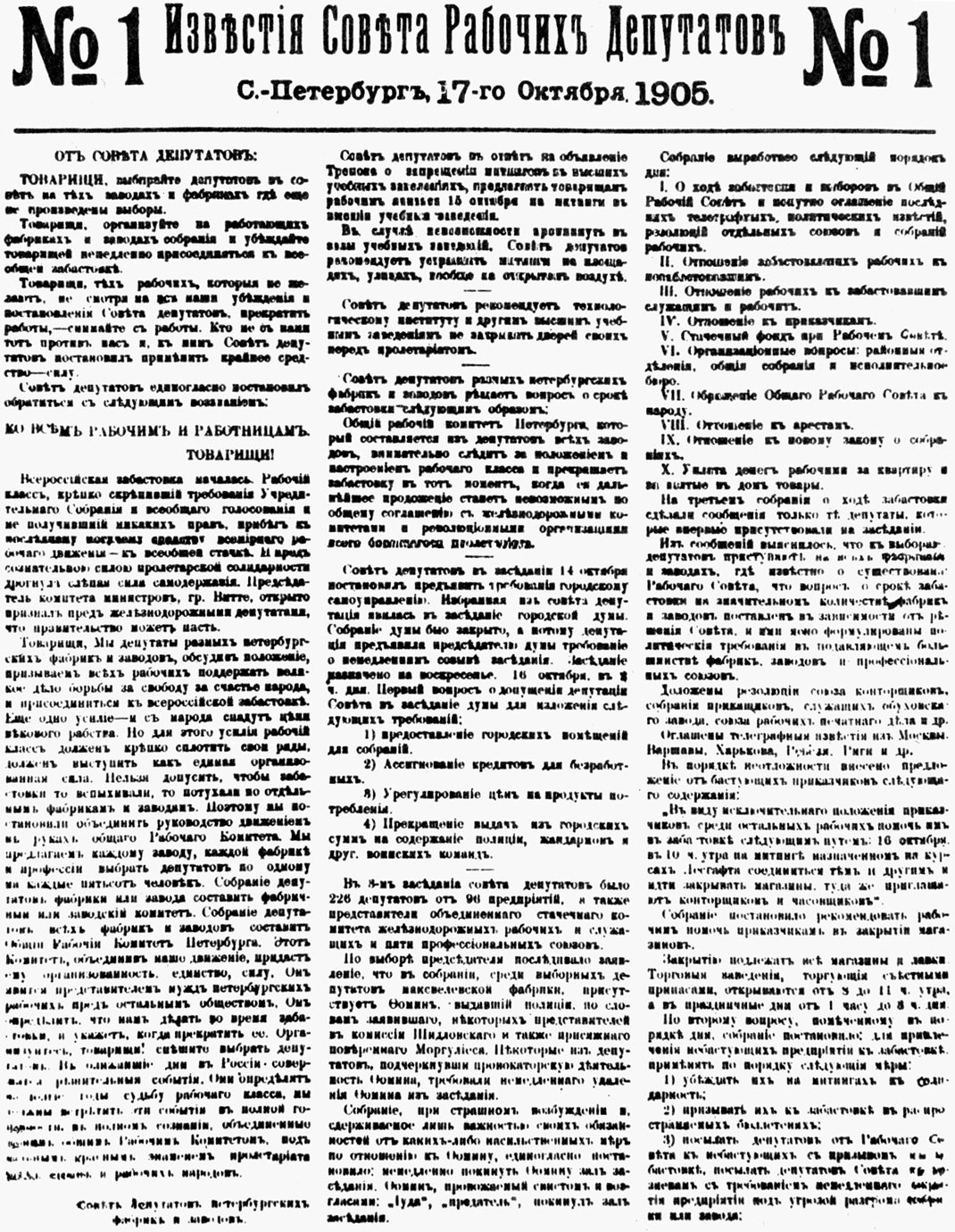
Известия Петербургского совета (1905)

#### «Известия»
Кроме «Русской газеты» и «Начала» Троцкий сотрудничал и с собственным органом Петербургского Совета — газетой «Известия», которая начала выходить 17 октября 1905 года. Первый номер «Известий» вышел небольшим тиражом в частной типографии, а со следующего номера, газета стала печататься путём «ночных набегов» представителей Совета на типографии крупных петербургских газет: «Сын Отечества», «Наша жизнь», «Биржевые ведомости» и так далее. Для выполнения данной задачи Советом была сформирована специальная «летучая дружина», получавшая задания лично от Троцкого .
Троцкий писал для «Известий» не только передовые статьи, но и целый ряд информационных материалов, воззваний, манифестов и агитационных текстов. В газете также помещались и официальные документы как самого Совета, так и РСДРП — автором этих «особо важных» материалов тоже был Троцкий. Основное внимание в своих публикациях Троцкий сосредоточил не столько на российском самодержавии, сколько на либеральных партиях и организациях, которых подвергал «резкой и язвительной» критике. До того как «расстановка сил» в политике Империи ещё не была вполне определена, главным объектом критики революционера была Партия демократических реформ и её печатный орган — журнал «Вестник Европы». Троцкому «была ненавистна» установка организации на мирный путь обновления общества; он вступил в полемику с общественными деятелями, примыкавшими к партии: юристом Константином Арсеньевым, экономистом Александром Посниковым, социологом Максимом Ковалевским. «Доставалось» и другим политическим течениям интеллигенции — прежде всего, прогрессистам; их установки на создание в России конституционно-монархического строя, были «решительно чужды» революционеру. При этом, деятельность в качестве оппозиции царскому режиму создавала среднему классу «политический престиж», в известной степени опасный для революции.

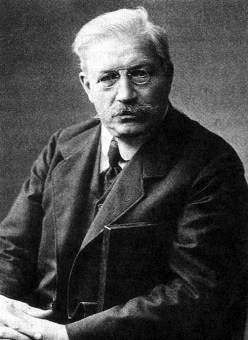
П. Милюков в 1916 году

Главным же объектом критики Троцкого стала свежеобразованная Конституционно-демократическая партия (Партию народной свободы): атаки на кадетов, «аккумулировавших в своих рядах цвет российской интеллигенции начала XX в[ека], мечтавшей о радикальном преобразовании страны парламентским путем и на основе общечеловеческих ценностей» и их лидера — Павла Милюкова — были постоянны (см. статьи Троцкого «Интеллигентская „демократия“» и «Открытое письмо профессору П. Н. Милюкову») — из всех «обличительных речей» против либерализма, написанных Троцким за многие года, последний текст казался Дойчеру «самым едким и злым»:
История ничему не научает своих профессоров. Ошибки и преступления либерализма интернациональны. Вы повторяете то же, что ваши предшественники делали в вашем положении полвека назад...

#### Партийная деятельность
Вторым направлением работы Троцкого в 1905 году стала деятельность в рамках РСДРП, с целью объединения их в действительно единую партию. Сразу же после возвращения в Санкт-Петербург Троцкий стал инициатором образования Федеративного совета РСДРП, в состав которого вошли представители Петербургской группы меньшевиков и Петербургского комитета большевиков, а также — представители большевистского ЦК и меньшевистской Организационной комиссии. В задачи Федеративного совета входило регулирование устной и печатной агитации и координация действий с другими революционных организациями столицы. В «Известиях» Совета было опубликовано составленное Троцким сообщение об образовании Федеративного совета, в котором революционер «весьма оптимистично» писал:
Великая российская революция близится к победе. Наступающие решительные события требуют особенно сплоченности и единства пролетарской борьбы. От степени сознательности, степени организованности пролетариата и от единообразия его выступлений зависит главным образом исход революции. Полная победа революции может быть тогда и только тогда, если во главе ее будет идти пролетариат, который сумеет повести за собой до конца крестьянство и мелкую городскую буржуазию в борьбе за демократическую республику.
Троцкий фактически возглавил Федеративный совет, являлся автором его новых постановлений: им была составлена резолюция протеста против приказа столичного генерал-губернатора Дмитрия Трепова о том, что устройство митингов и демонстраций разрешается только в трёх местах города.

#### Деятельность в Совете
Третьим — главным — направлением для Троцкого стала сама работа в Совете: в нём внефракционный революционер сотрудничал как с меньшевиками Дмитрием Сверчковым и Петром Злыдневым, так и с большевиками Александром Богдановым, Богданом Кнунянцем и Красиковым; он также работал с эсерами Виктором Черновым и Николаем Авксентьевым. Поначалу большевики Совета, особенно Богданов, относились к советам «подозрительно» — так как видели в них осуществление идеи о «неоформленных классовых организациях» пролетариата, которую проводили меньшевики, оценивая это как отказ от идеи захвата власти; сторонники Ленина заняли «агрессивную» позицию. Они составили план о внесении в Совет предложения о немедленном признании и принятии социал-демократической программы, а также — о передачи большевикам руководства Советом; в случае непринятия своего предложения она намеревались выйти из состава Совета. Через несколько дней Красиков действительно внёс подобное предложение: оно принято не было, но выйти из рабочего органа большевики «сочли нецелесообразным».

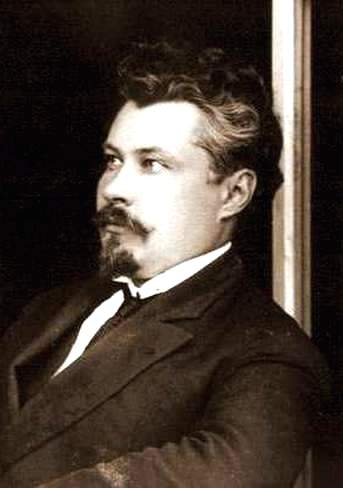
В. Чернов ранее 1917 года

Тот факт, что Советы постепенно превращались в значительную политическую силу, заставлял сторонников Ленина «считаться с реалиями». При этом, ни на заседаниях Исполкома Совета, ни на пленарных заседаниях разногласия между большевиками и меньшевиками отчетливо не проявились — также, не было существенных расхождений и между социал-демократами и социалистами-революционерами. Фельштинский и Чернявский считали, что в текущей практической работе «догматические споры» отошли на второй план и стало преобладать сотрудничество, в обеспечение которого Троцкий внес «безусловный» вклад. В частности, он поддерживал умеренные предложения эсеров, выступавших против введения восьмичасового рабочего дня явочным порядком, и выступал против чрезмерного увлечения политическими стачками.
В первый день работы Совета его председателем был избран одесский мещанин и меньшевик Саул Зборовский (по кличке «Кузьма»), но он, будучи «лицом случайным», проявил «полную неспособность к организационной деятельности» и уже на следующий день был заменен присяжным поверенным (адвокатом) Георгием Хрусталевым, который в Совете имел псевдоним «рабочий Носарь», из-за чего стал известен как «Хрусталев-Носарь». Однако и новый председатель не проявлял плодотворной активности: его роль сводилась, главным образом, к формальному проведению заседаний при относительном соблюдении порядка дня и регламента — которому ему, зачастую, следовать не удавалось. В подобных условиях организационного «хаоса» роль Троцкого все более возрастала: он выступал с многочисленными инициативами. Прокурор Сергей Завадский, ведший позже судебное дело членов Совета, высказывал мнение, что Хрусталев был «просто пешкою революции, идя на поводу, как и многие другие, у Троцкого». Ленин, по мнению Фельштинского и Чернявского, завидовал Троцкому, ставшему «народным трибуном»: Луначарский вспоминал, как в его присутствии кто-то сказал Ленину: «Звезда Хрусталева закатывается, и сейчас сильный человек в Совете — Троцкий»; лидер большевиков как будто омрачился на мгновение, а потом выдавил: «Что ж, Троцкий завоевал это своей неустанной работой и яркой агитацией».

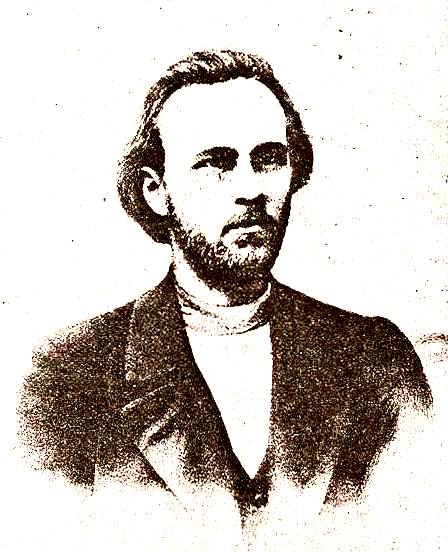
Г. Хрусталев-Носарь в 1906 году

### Демонстрация 18 октября
Уже 18 октября Троцкий стал одним из руководителей демонстрации, организованной Советом. Ночь на 18 октября революционер провел в квартире военного врача Литкенса, от которого и узнал о Манифесте: мнение Троцкого в тот момент заключалось в том, что «это чудо совершила всеобщая стачка» и что «дураки испугались». Однако «эйфория сменилась тревогой», в тот момент когда Троцкий узнал, что ночью войска обстреляли Технологический институт, а жандармский патруль разогнал небольшое собрание на Забалканском проспекте. Тогда Троцкий направился в Совет, где уже было принято принципиальное решение о демонстрации: при этом, «наиболее рьяные» организаторы требовали, чтобы шествие направлялось к тюрьме Кресты — с целью освобождения политических заключенных (идея, навеянная штурмом Бастилии во время Великой французской революции, сопоставление с которой постоянно занималась революционная пресса того времени). Исполком, однако, колебался, опасаясь кровопролития. В итоге, демонстрация, во главе которой шли меньшевик Хрусталев-Носарь, большевик Кнунянц и социал-демократ Троцкий, состоялась, но лидеры увели демонстрантов подальше как от тюрьмы, так и от Дома предварительного заключения — опасаясь засады.

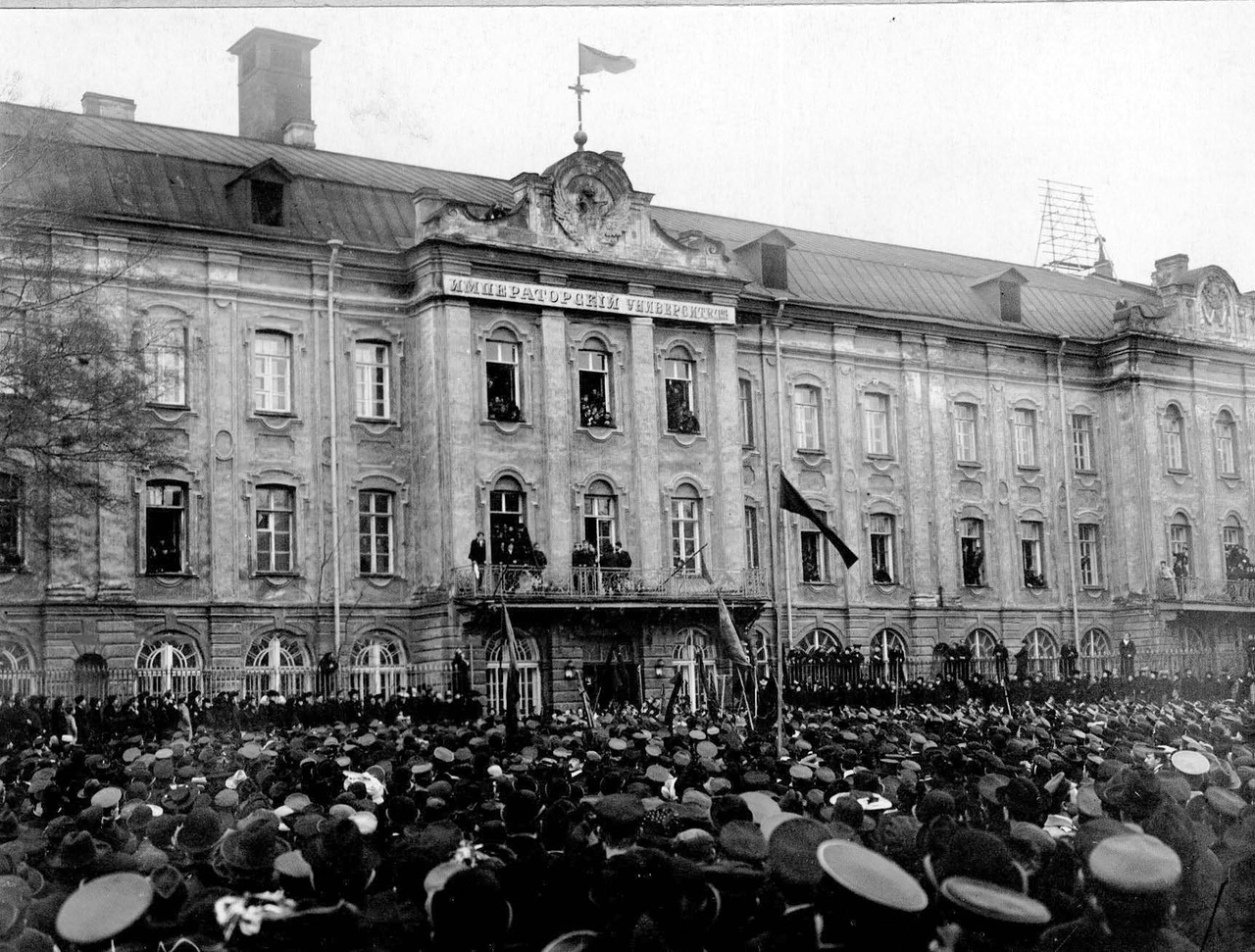
Митинг у Петербургского университета (18 октября 1905)

Демонстрация сопровождалась рядом «летучих митингов», на которых выступали её лидеры. Во время одного из них — возле здания столичного университета — Троцкий с университетского балкона произнес «зажигательную» речь, завершив её «театрально»:
Какое великое торжество! Но не торопитесь праздновать победу: она неполна. Разве обещание уплаты весит столько же, как и чистое золото? Разве обещание свободы то же самое, что сама свобода? Кто среди вас верит царским обещаниям, пусть скажет это вслух: мы все будем рады видеть такого чудака.
После чего Троцкий поднял над головой листок с текстом царского Манифеста и, разорвав его на мелкие клочья, швырнул в сторону толпы — это символизировало «бумажный характер» самого документа и мощь народа, который должен был его решительно отвергнуть — с балкона здания университета «российская столица впервые услышала оратора революции».

### Встреча с польскими революционерами
На заседание Совета, прошедшего 1 ноября, прибыли и произнесли приветственные речи представители польских «национально-освободительных» организаций: в своих выступлениях они подчеркивали, что к «капиталистическому гнёту» в царстве Польском присоединяется ещё и гнет национальный, а также — что Октябрьский манифест ничего не дал польскому народу (в конце октября правительство Империи объявило о введении в польских землях чрезвычайного положения); потому польские революционеры предполагали продолжать «свою решительную борьбу» за социальное и национальное освобождение от «русского царизма». В состав польской делегации входили граф Замойский, граф Красиньский, князь Любомирский, ряд католических священников и польских купцов, а также — один крестьянин и один рабочий.

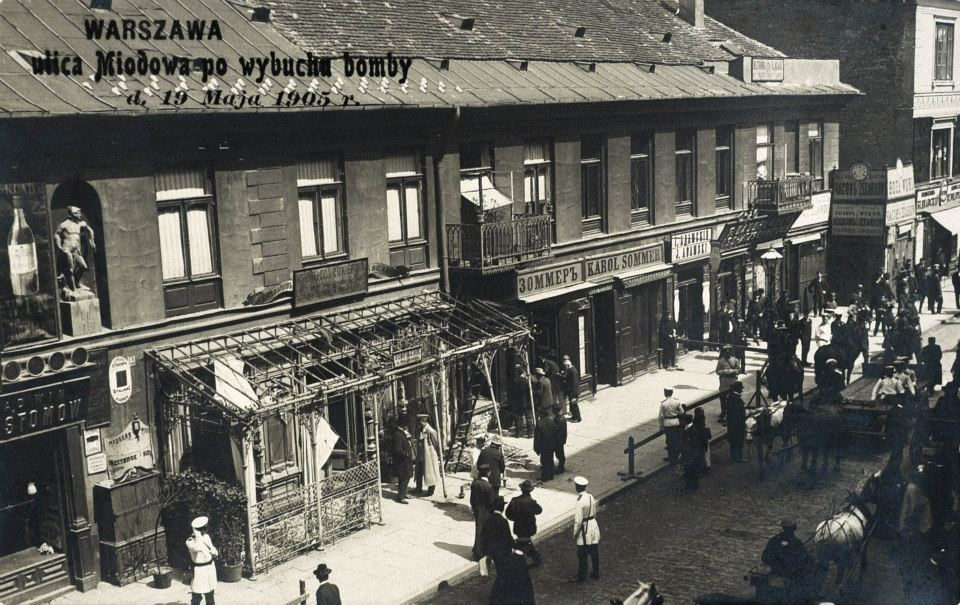
Улица Мёдова после взрыва бомбы (Варшава, 1905)

Троцкий выступил в Совете с ответной речью, в которой «тепло приветствовал» делегатов, провозгласив:
То дело, за которое стоит польский пролетариат, есть наше дело; то дело, за которое стоим мы, есть его дело, и потому мы готовы протянуть руку польскому пролетариату для нашей общей борьбы.
Фельштинский и Чернявский полагали, что «польские аристократы» внутренне негативно отреагировали на подобное заявление «социалистического оратора», хотя внешне и сохранили на своих лицах «самое приветливое выражение»: «объективно» столичные социал-демократы были их союзниками в борьбе с правительством, хотя один из лидеров Совета и взывал не к ним, а — через их головы — к польскому пролетариату. В следующие дни Троцкий вновь обращался к революционным событиям в царстве Польском.

### Забастовка и восьмичасовой рабочий день
В связи с польскими событиями и волнениями матросов в военно-морской крепости Кронштадт — до Совета дошли сообщения, что группа моряков крепости предана военно-полевому суду — Троцкий предложил членам Совета объявить в Санкт-Петербурге всеобщую забастовку. Данному решению предшествовал ряд выступлений на заседаниях представителей нескольких столичных предприятий и профсоюзов, в которых высказывался призыв к началу новой политической стачки. 1 ноября Совет одобрил резолюцию, подготовленную Троцким и содержавшую призыв к прекращению работы всех предприятий города в полдень следующего дня — под лозунгами: «долой полевые суды; долой смертную казнь, долой военное положение в Польше и во всей России».

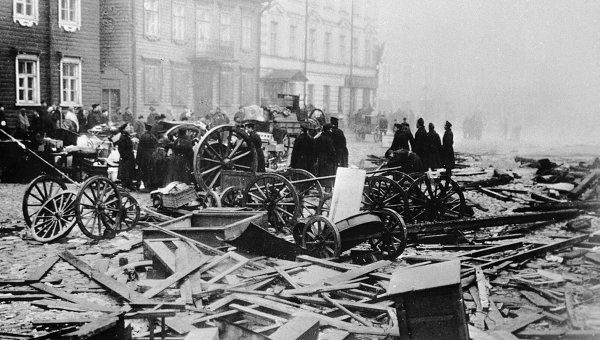
Восстание в Кронштадте (1905)

3 ноября, на второй день забастовки, председатель Совета министров Российской империи — граф Сергей Витте — обратился с телеграммой к участникам стачки:
Братцы-рабочие! Станьте на работу, бросьте смуту, пожалейте ваших жен и детей. Государь приказал нам обратить особое внимание на рабочий вопрос. Для этого Его Императорское Величество образовал министерство торговли и промышленности, которое должно установить справедливые отношения между рабочими и предпринимателями. Дайте время — все возможное будет для вас сделано. Послушайте совета человека, к вам расположенного и желающего вам добра»

Троцкий — вместе с другими руководителями Совета — попытался использовать данное «достаточно наивное либеральное» обращение премьера в качестве «искры», способной разжечь ещё больший «пожар». Исполком Совета дал задание Сверчкову написать ответное обращение премьер-министру, но, поскольку Сверчков «не очень хорошо владевший пером», у него возникли трудности с составлением «достойного» ответа — о чём он пожаловался Троцкому. Будущий нарком уже во время вечернего заседания Совета от 3 ноября быстро написал «весьма острый» проект резолюции, который был немедленно «с энтузиазмом» принят Советом. В тексте «издевательски» констатировалось, что «пролетарии ни в каком родстве с графом Витте не состоят» и потому Совет от их имени выражает своё изумление обращением премьера к «братцам-рабочим». После чего резолюция отвергала пункт за пунктом аргументы Витте, завершаясь словами:
Совет рабочих депутатов заявляет, что он не нуждается в расположении царских временщиков. Он требует народного правительства на основе всеобщего, равного, прямого и тайного избирательного права»
Тогда же Троцкий опубликовал в «Известиях» и свой текст, озаглавленный «Ответ графу Витте», в котором квалифицировал телеграмму главы правительства Империи как «нравоучение, в котором наглость переплетается с заискиванием»; существовала версия, что у самого Витте сделался припадок, когда он прочел «находчивый» ответ Совета:
Какой в самом деле нужен медный лоб, чтобы осмелиться обратиться к петербургскому пролетариату с такими увещеваниями? 

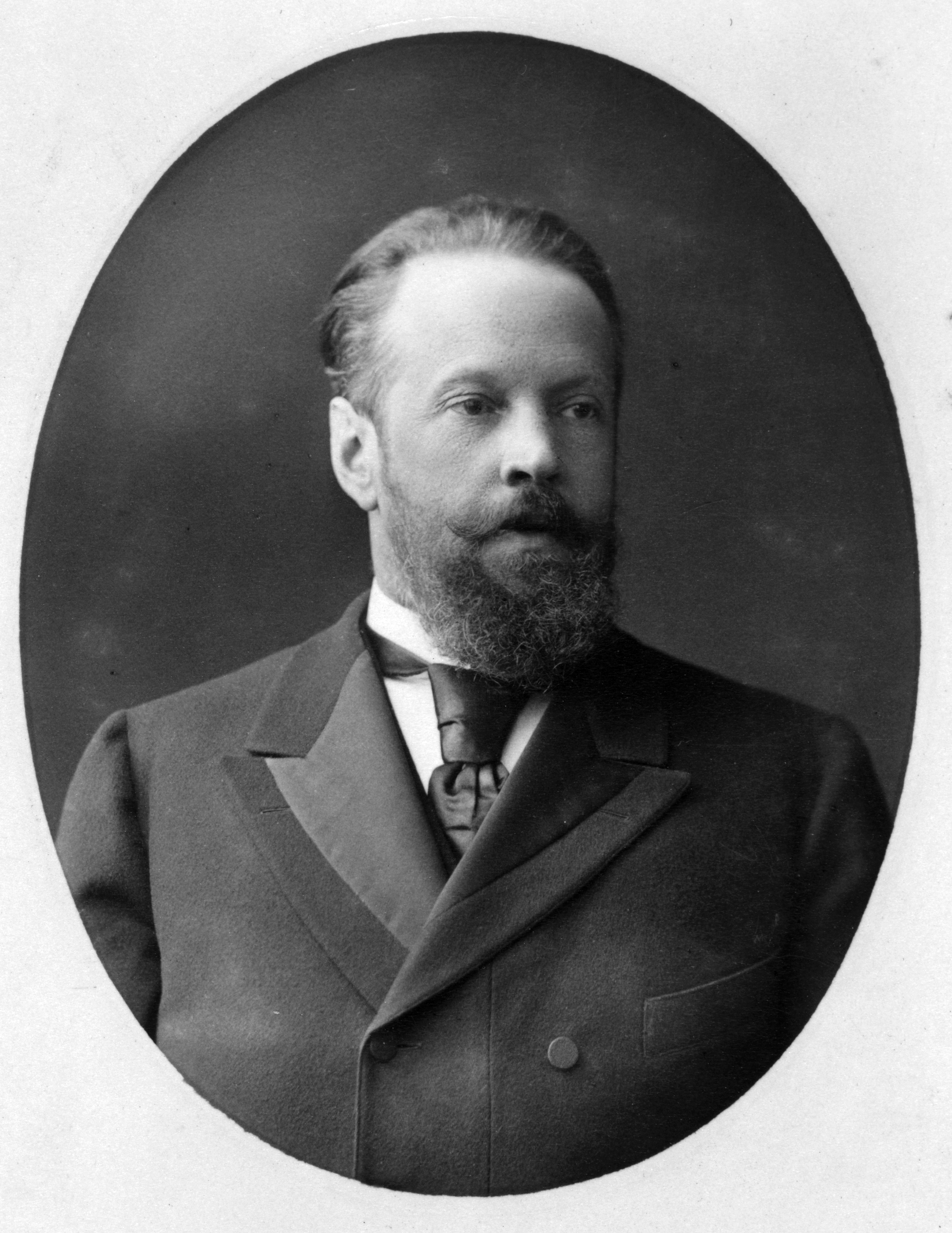
С. Витте в 1880-е

В начале ноября в Санкт-Петербурге сложилось «патовое» положение: власти были вынуждены идти на уступки забастовщикам; Совету же, со своей стороны, приходилось учитывать, что он не был в состоянии удержать рабочую забастовку в течение длительного времени. Поступившее 5 ноября сообщение (подтвержденное на следующий день официально Петербургским телеграфным агентством) о том, что революционных матросов Кронштадта, будут судить не полевым, а обычным судом, стало как признание «силы» Совета, так и удобным поводов прекратить забастовку. Выступая от имени Исполкома и говоря об «огромной моральной победе», Троцкий в то же время пытался убедить членов Совета прекратить забастовку, переместив фокус внимания на организацию и вооружение пролетариев. Фельштинский и Чернявский обращали внимание, что речь в выступлении Троцкого одновременно шла как о «самоорганизации» столичных рабочих, так и о дисциплине в их рядах — что, по их мнению, являлось «глубоким внутренним противоречием». Но именно на дисциплину Троцкий и делал основной упор в своём «страстном» выступлении:
Составляйте на каждом заводе боевые десятки с выборным десятским… Доводите дисциплину в этих ячейках до такой высокой степени, чтобы в каждую данную минуту весь завод мог выступить по первому призыву... Мы заключили договор со смертью!.
В этот же день Совет рабочих депутатов утвердил написанную Троцким резолюцию о прекращении с 7 ноября «стачечной манифестации», одновременно призвав «сознательных рабочих удесятерить революционную работу в рядах армии и немедленно приступить к боевой организации рабочих масс, планомерно подготовляя… схватку с кровавой монархией…». Вслед за сворачивание стачки, «буквально стиснув зубы», Троцкий — как и весь Совет — были вынуждены признать невозможность введения восьмичасового рабочего дня явочным порядком: «краткая» резолюция за авторством Троцкого «уклонялась» от обсуждения данного вопроса по существу, констатировав лишь, что восьмичасовой рабочий день является «жгучей потребностью рабочего класса».

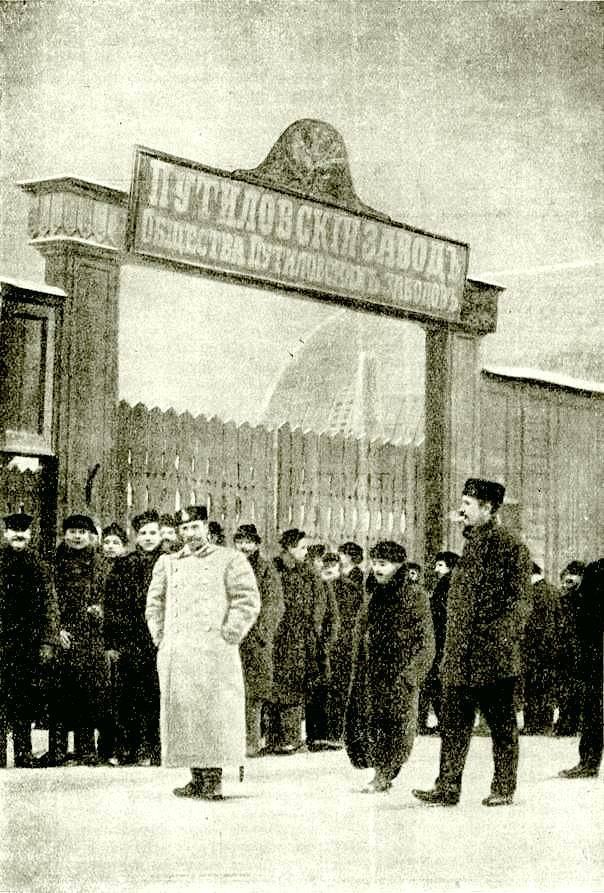
Бастующие рабочие у Путиловского завода (1905)

12 ноября — по докладу Троцкого — Совет принял резолюцию о приостановлении введения восьмичасового рабочего дня, мотивировав это тем, что столь короткий (по меркам своего времени) рабочий день встретил «упорное сопротивление объединенных капиталистов» (работодатели ответили на «явочный» порядок увольнением более 100 тысяч рабочих). Члены Совета также призывали использовать съезд рабочих организаций, проведение которого намечалось в те дни в Москве, для того, чтобы придать борьбе за восьмичасовой рабочий день всероссийский характер. При этом, представители Семянниковского и Александровского заводов, а также ряда других предприятий города, настаивали на продолжении борьбы — но большинство Совета поддержало Троцкого, «оттеснившего» к тому моменту председателя Хрусталева-Носаря и ставшего, по мнению прокурора Завадского, «властителем в совете рабочих депутатов».

### Оборонительный период. Ленин
Постепенно резолюции Совета, сохраняя «наступательную» риторику, стали приобретать всё более «оборонительный» характер. 14 ноября был принят ещё один текст Троцкого — о борьбе против локаутов. Возможно, что 25 и/или 26 ноября на заседании Исполкома состоялась встреча Ленина и Троцкого: лидер большевиков незадолго перед этим приехал в Санкт-Петербург, но вёл себя в городе «крайне осторожно», не принимая участия в митингах и демонстрациях. Собственно о присутствии Ленина на заседаниях в ноябре рассказывала позже только Мария Эссен, которая, возможно, в послеоктябрьский период «подгонял свою память» — в частности, «маловероятным» в глазах историков выглядело утверждение Эссен, что Ленин внёс проект резолюции против локаутов, который был в действительности предложен Троцким. Сам же Троцкий писал в своих воспоминаниях, что Ленин, находившийся в глубоком подполье, в работе Петербургского Совета участия не принимал.

### Во главе Совета
Правительственные «репрессии» против деятелей Совета начались с ареста «безликого», но популярного в пролетарской среде, официального председателя Хрусталева-Носаря (и ещё нескольких «советских руководителей»). На данное событие Совет ответил написанной Троцким «краткой, но выразительной» резолюцией:
26 ноября царским правительством взят в плен председатель Совета рабочих депутатов т. Хрусталев-Носарь. Совет рабочих депутатов выбирает нового председателя и продолжает готовиться к вооруженному восстанию.
Вечером того же дня на квартире присяжного поверенного и нефракционного адвоката и социалиста Николая Соколова состоялось заседание Исполкома, на котором были рассмотрены вопросы как о дальнейшей тактике социалистов в Совете, так и о кандидатуре нового председатели. Тогда к единому мнению прийти не удалось и на следующий день «бурные» прения о будущем «разгорелись» уже на заседании Исполкома. В частности, представитель эсеров Чернов выступил с предложением отвечать на репрессии «террористическими ударами»: при этом, силами и средствами для подобных акций Совет не располагал.

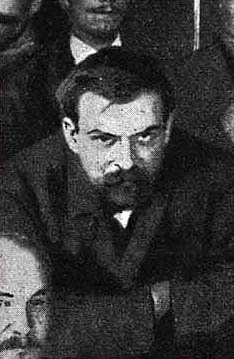
Д. Сверчков в 1906 году

В итоге, Исполком избрал «трехчленное председательство»: тремя главами стали Троцкий, Сверчков (под фамилией Введенский, ставший также распорядителем финансов Совета) и Злыднев, являвшийся депутатом от Обуховского завода. Новое руководство было затем утверждено общим собранием Совета. Фельштинский и Чернявский считали, что — несмотря на то, что Троцкий и после ареста Носаря формально не стал единоличным руководителем петербургского рабочего органа — его реальная руководящая роль ещё более укрепилась. В исторической литературе можно встретить неточное утверждение, что после ареста Хрусталева-Носаря Троцкий был избран председателем Петербургского Совета.

#### Финансовый манифест
В тот период официальные власти Российской империи продолжили своё «контрнаступление» на Совет. 2 декабря Советом был опубликован «Финансовый манифест» за авторством Парвуса: идея составления воззвания и его первоначальный текст принадлежали Всероссийскому крестьянскому союзу (его писали члены Главного комитета Семён Мазуренко и Ф. П. Медведев), который ещё в ноябре «пригрозил» правительству изъятием вкладов из банков и закрытием винных лавок. Манифест перед публикацией был отредактирован Троцким, «обогатившим» его как новыми положениями и «яркостью» формы. В ответ на утверждение и публикацию данного документа, правительство издало официальные правила, ужесточавшие наказание за участие в забастовках («Временные правила о наказаниях наиболее опасных проявлений участия в забастовках»), а также — закрыло все восемь газет, полностью или частично опубликовавших Финансовый манифест. «Обе стороны увидели в [Манифесте]… прообраз восстания.»

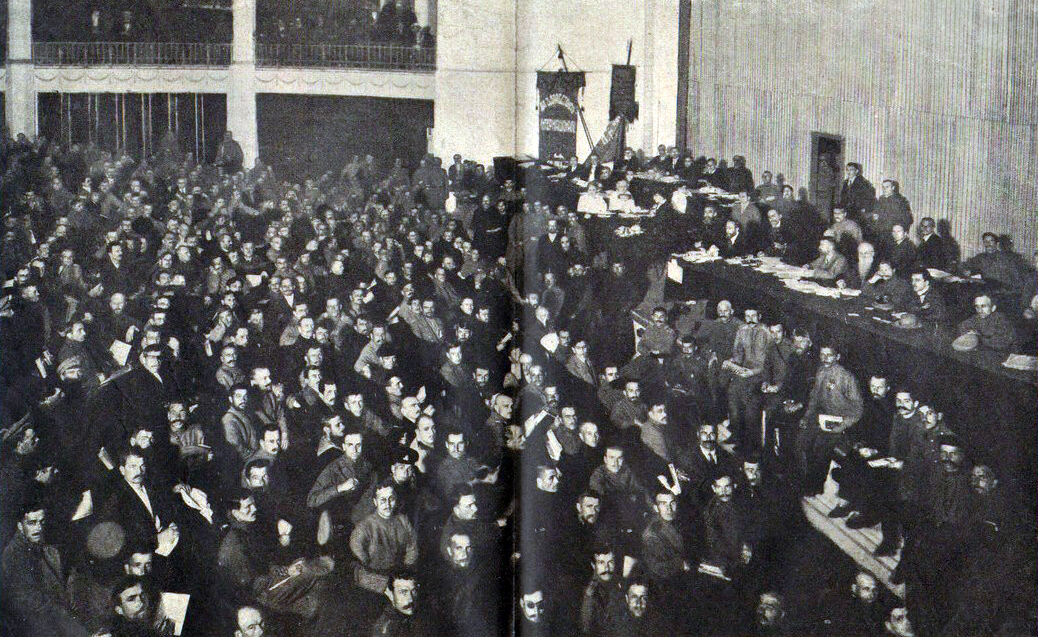
Первый Крестьянский съезд (1917)

Сам Манифест — подписанный Советом рабочих депутатов, Главным комитетом Всероссийского крестьянского союза, Центральным комитетом и Организационной комиссией социал-демократической партии, ЦК партии социалистов-революционеров, ЦК Польской социалистической партии — провозглашал неизбежность финансового краха царизма и предупреждал рабочих и крестьян, что долговые обязательства династии Романовых не будут признаны «победоносным народом»:
Самодержавие никогда не пользовалось доверием народа и не имело от него полномочий. Посему мы решаем не допускать уплаты долгов по всем тем займам, которые царское правительство заключило, когда явно и открыто вело войну со всем народом.
Авторы манифеста исходили из идеи о том, что реальный путь к свержению царского правительства состоял в отнятии у него источника существования — финансовых доходов. В связи с этим манифест содержал призыв к рабочим и другим бедным слоям населения Российской империи изымать свои вклады из сберегательных касс и банков страны, а также — требовать выплаты заработной платы наличными деньгами в «звонкой» монете (то есть, золотом). К крестьянам же был обращен и отдельный призыв не производить выкупных платежей за землю, полученную ими в результате реформы 1861 года (см. Отмена крепостного права). Документ рассматривался как «средство нажима» на царское правительство, с целью ослабления его «финансовой мощи» и подрыва доверия к нему со стороны как зарубежных государственных, так и предпринимательских кругов. Фельштинский и Чернявский считали Финансовый манифест «признаком слабости» Совета.

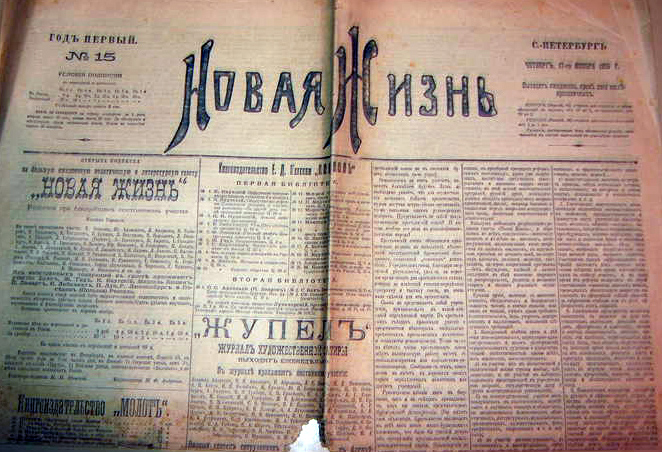
Газета «Новая жизнь» (1905)

В конце ноября — начале декабря 1905 года Троцкий стал публиковать в большевистской газете «Новая жизнь», в «Русской газете» и в газете «Начало» все более «дерзкие» статьи и обращения: хотя он и воздерживался от прямого призыва к вооруженному восстанию. Непосредственно после ареста Хрусталева-Носаря в «Русской газете» появилась «странная и противоречивая» статья под заголовком «Дерзайте!»: в ней содержался «провокационный» призыв к властям Империи:
Правительство осмелилось захватить Хрусталева. Пусть же оно не теряет времени и захватит весь Совет рабочих депутатов!... Дерзайте, палачи! Революция спокойно ждет вашей последней атаки!
Далее в тексте объяснялось, что за Советом «стоит пролетариат» и «сила революционного народа», потому автор полагал, что чиновники не посмеют в действительности исполнить его призыв. Струве, ознакомившись с текстом, отметил, что «Совет рабочих депутатов заготовил (на словах) вооруженное восстание и тем приготовил свой собственный арест».
В начале декабря, в редакции «Начала», Троцкий встретился со своим старым знакомым — ещё по Николаеву — врачом Григорием Зивом, который оставил «зарисовку» данной встречи:

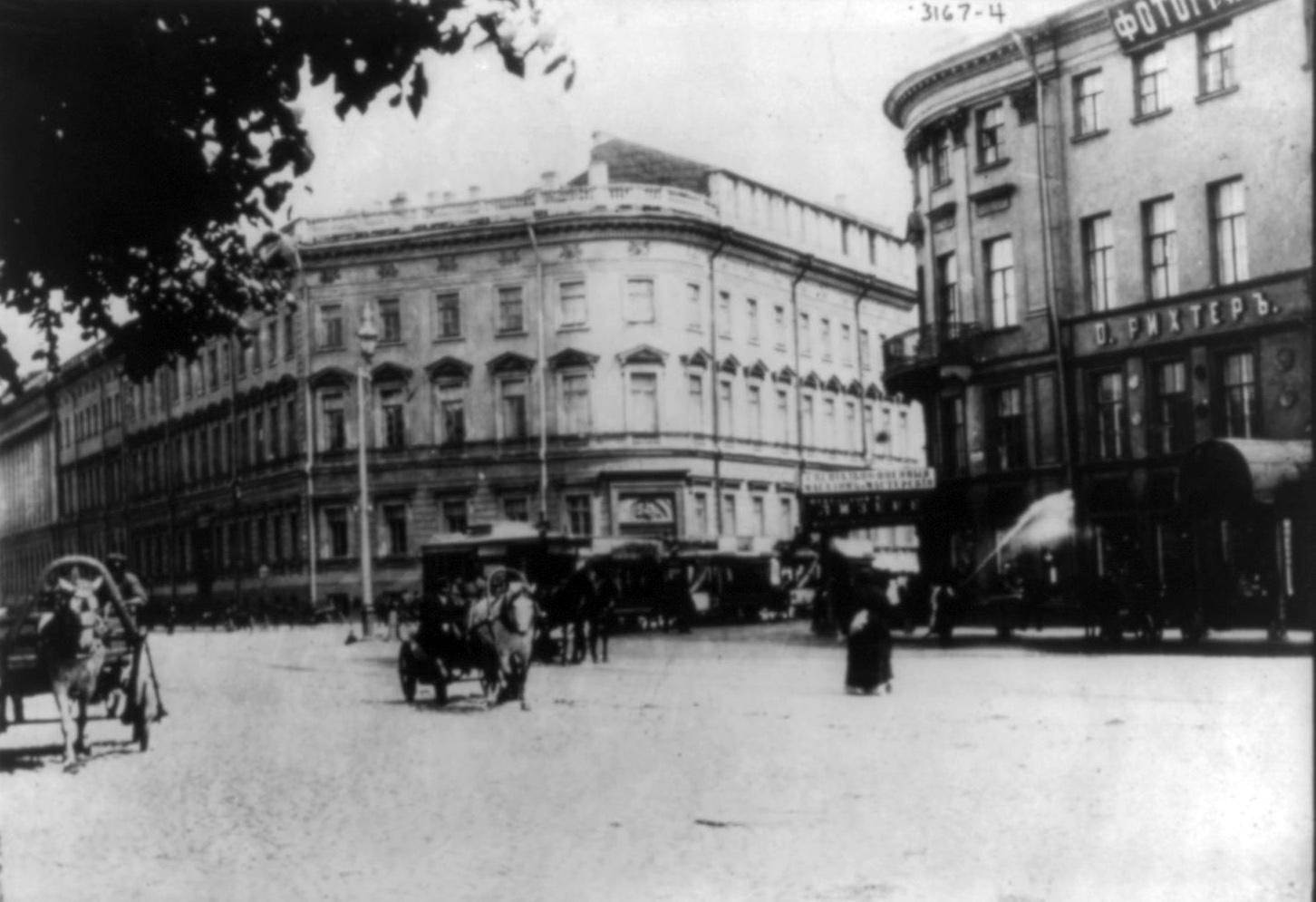
Здание Вольного экономического общества (ок. 1903)

В элегантно одетом, изящном господине с очень важным видом я с трудом узнал Леву Бронштейна с его небрежной косовороткой и прочими атрибутами былого опрощения. Хотя он обнялся со мной и расцеловался, в его отношении ко мне явно давал себя чувствовать покровительственный холодок человека, стоящего очень высоко на общественной лестнице и не имеющего возможности тратить время с друзьями того отдаленного времени, когда он еще не был в чинах. Он уделил мне всего 2 — 3 минуты в коридоре, пригласил на завтрашнее заседание Совета и исчез в редакционном лабиринте

#### Арест и «бурлеск» Троцкого
Заседание Совета, на которое был приглашён Зив, состоялось 3 декабря в здании Императорского Вольного экономического общества: Троцкий председательствовал, а также и выступал с «обширным» докладом о текущей работе Исполкома. В тот день, на заседании Исполкома, большевики — руководствуясь требованиями Ленина — предложили объявить в Санкт-Петербурге всеобщую политическую стачку в знак протеста против «реакционной» политики правительства (заключавшейся в закрытии газет): сторонники будущего главы Совнаркома призывали «принять вызов абсолютизма… идти навстречу решительной развязке». Данное предложение поддержали делегаты Железнодорожного и Почтово-телеграфного союзов. Сам Троцкий высказал мнение, что восстание должно начаться не в столице (поскольку в городе присутствовали «отборные» вооруженные силы), а на периферии Империи, где правительственных чиновников можно «застать врасплох». Пока на заседании шла дискуссия, стало известно, что правительство уже отдало приказ об аресте как руководителей Исполкома Совета, так и других активных деятелей данного органа. К зданию Вольного экономического общества стали стягиваться правительственные войска — солдаты гвардейского Измайловского полка, верховые казаки, жандармы, полицейские — и представители административных властей.

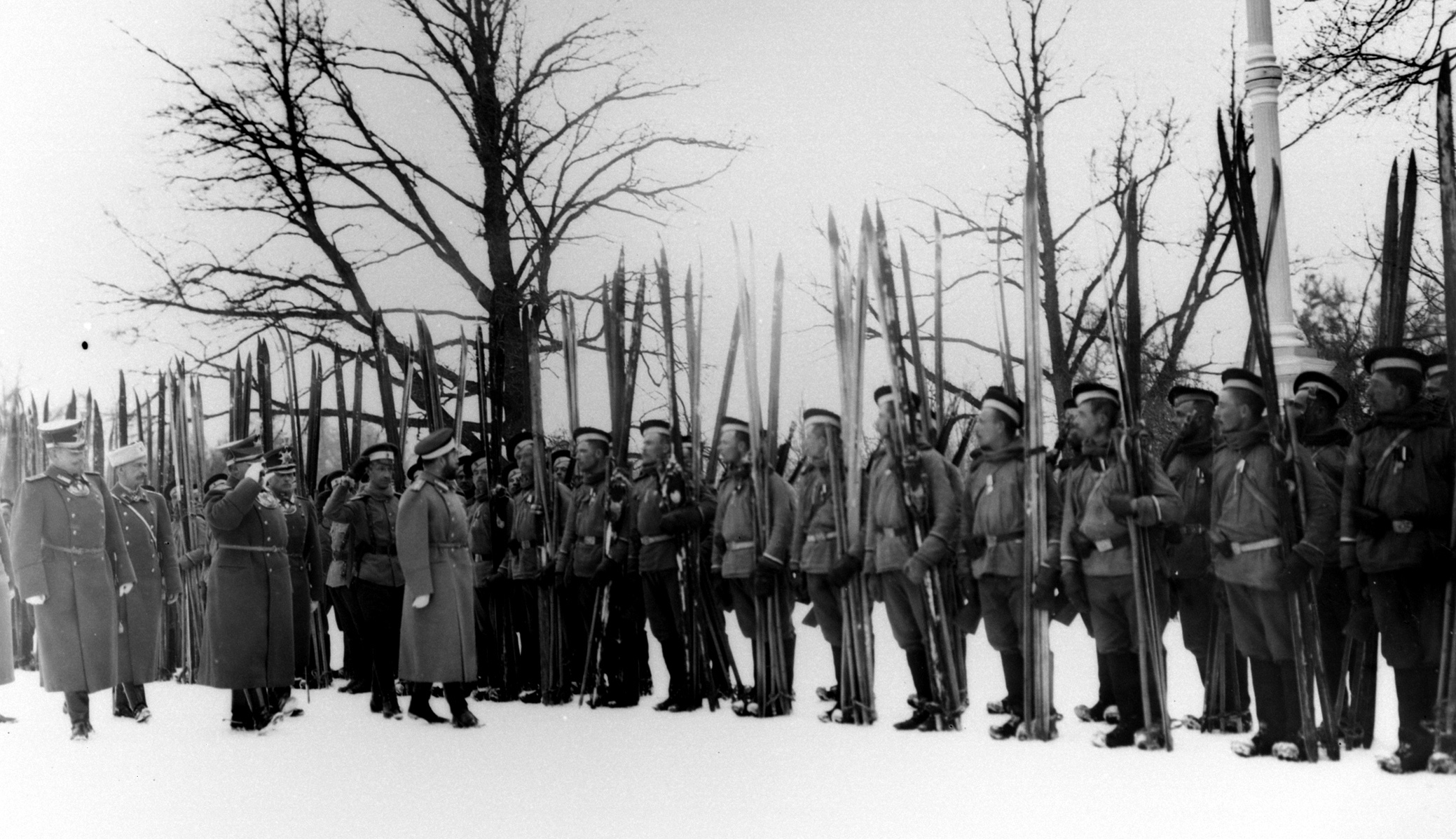
Николай II проводит смотр лыжников Измайловского полка (1914)

В тот момент Помпейский зал Вольного общества был заполнен как членами Совета, так и корреспондентами и простыми гражданами, ожидавшими начала вечернего заседания выборного органа. Исполнительный комитет, проводивший своё заседание на втором этаже того же дома, принял решение скрыться, дабы «обеспечить преемственность в работе», но было уже поздно — здание было полностью окружено. Через несколько минут первый Петербургский Совет рабочих депутатов, просуществовавший 50 дней, в полном составе был арестован солдатами; перед арестом Троцкий «велел» делегатам сломать затворы на имевшихся у некоторых из них револьверах — он не желал сдачи оружия «врагу».
Когда полицейский чин вошёл в Помпейский зал и начал зачитывать приказ об аресте, Троцкий устроил «спектакль» («остроумный и дерзкий бурлеск»): он прервал офицера и попросил подождать, пока закончит выступавший перед Исполкомом Совета оратор. После окончания его речи Троцкий, согласно регламенту, обратился к делегатам, с вопросом «согласны ли» они заслушать полицейского с «информационным» сообщением; получив согласие присутствующих, он предоставил офицеру слово — после чего Исполком постановил, что заявление властей об аресте «принимается к сведению» и попросил полицию покинуть зал заседания, поскольку не был готов повторно давать ей слово. «Сбитый с толку» полицейский действительно, «к великому изумлению присутствующих», вышел из зала — возникшая таким образом пауза была использована членами Исполкома для уничтожения «компрометирующих» документов и оружия. После возвращения полицейского, уже с отрядом солдат, Троцкий официально закрыл заседание.

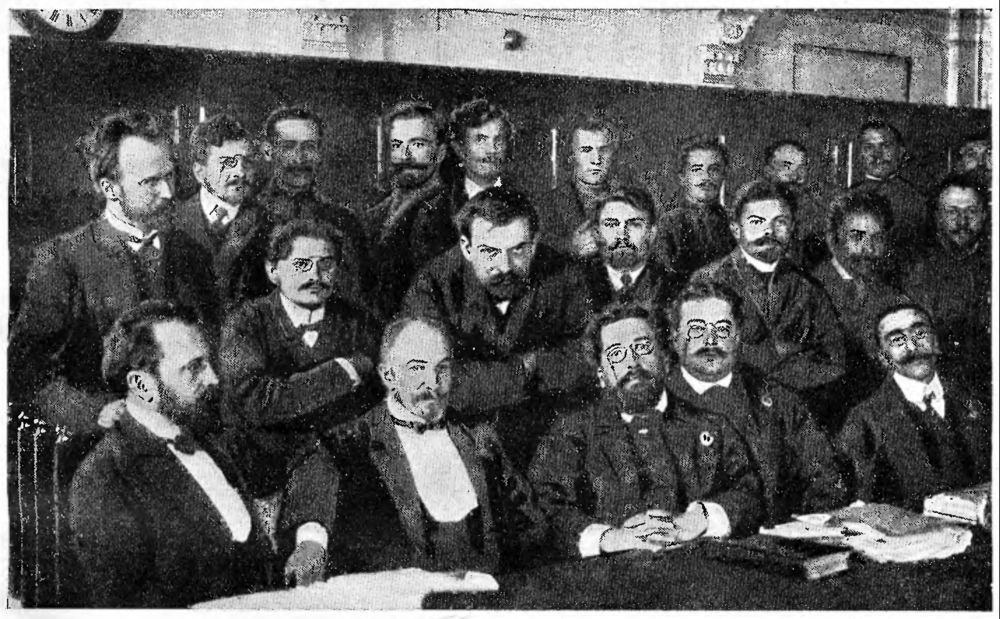
Суд над членами Петербургского Совета (1906)

## Суд над членами Совета
После ареста, члены «русского Конвента» были преданы суду, который был использован Троцким как трибуна для «борьбы с царизмом». Суд признал членов совета виновными в призывах к вооружённому восстанию и приговорил к ссылке (в случае с Троцким, уже ранее осуждавшимся к высылке в Иркутскую губернию, бессрочной). По пути к месту поселения Троцкий бежал, после чего оказался в новой эмиграции.

## Оценки и влияние
Биограф Троцкого Тэтчер писал о событиях 1905 года, как о «поворотном моменте» в биографии будущего наркома: Троцкий не только «продвинулся» в создании своей теории перманентной революции, но и принял непосредственное участие в реальных революционных событиях. После ареста и суда революционер приобрёл репутацию «человека действия» (англ. man of action), обладающего храбростью и отвагой. Кроме того, в последующий период (во второй эмиграции) он впервые смог выступить в роли историка, опубликовав книгу «Наша революция» («1905»), переведённую позже на множество языков и многократно переиздававшуюся — интерес к историческим сочинения сохранился у Троцкого на всю жизнь (см. «История русской революции»).
Описывая в своей автобиографии период революционного подъёма начала XX века, Троцкий — по мнению Тэтчера — «рисовал себя» (англ. portray himself) как реального лидера Петербургского совета и человека, стоящего заметно выше других членов данного органа. С данной оценкой было согласно как большинство современников, так и историки — хотя некоторые приписывали Троцкому также и провокационные радикализм решений Совета, приведший к его разгрому властями; только через двадцать лет, во время борьбы за власть с Иосифом Сталиным, Троцкому «поставят в вину» его «сдержанность» в 1905 году. При этом, достоверно оценить реальное влияние Троцкого на те или иные решения Совета, многие из которых инициировались на уровне санкт-петербургских заводов, достаточно сложно — в частности, в воспоминаниях Сергея Витте о событиях 1905 года фамилия Троцкого-Яновского не фигурирует.
Опыт, полученный Троцким в течение нескольких недель конца 1905 года стал для революционера «финальной репетицией» перед событиями 1917: Тэтчер, в частности, полагал, что сами революционные события начала века больше повлияли на Троцкого, чем он на них.